# Bienne
Pour les articles homonymes, voir Bienne (homonymie) et Biel/Bienne (homonymie).
Bienne (en allemand : Biel ; officiellement : Biel/Bienne) est une ville et une commune de Suisse du canton de Berne. Elle est le chef-lieu de l'arrondissement du même nom. Bienne se trouve au pied du flanc sud de la chaîne du Jura et partage avec la ville de Nidau la baie en aval du lac auquel elle a donné son nom, le lac de Bienne à la frontière culturelle et linguistique entre la Suisse alémanique et romande. Elle est par le nombre d'habitants la dixième ville de Suisse.
Bienne est une ville officiellement bilingue tout comme le canton de Berne. Selon le contrôle des habitants (2022), 43,4 % de la population est annoncée en langue française et 56,6 % en langue allemande. Les langues mentionnées comme langues principales des résidents permanents âgés de 15 ans ou plus dans le relevé structurel 2019 sur la base d'un échantillonnage statistique sont le français pour 41,4 %, l'allemand pour 51,1 % et d'autres langues 40 % (jusqu'à trois langues principales sont considérées).
Le secteur des industries de haute technologie (« high-tech ») y est très important. Historiquement l'horlogerie et ses sous-traitants ont joué un rôle prépondérant dans le développement de la ville. Aujourd'hui, Swatch Group a notamment son siège à Bienne et la Manufactures des Montres Rolex y abrite ses bâtiments de production.
Bienne est une des villes ayant accueilli l'exposition nationale suisse de 2002 avec Neuchâtel, Yverdon-les-Bains et Morat.

## Toponymie
Le nom Biel/Bienne dérive du nom du dieu des sources gallo-romain Belenos et désignait peut-être la source romaine située au bord de la vieille ville.
Sa plus ancienne occurrence écrite date de 1142, sous la forme de Bielnam (Bielno en 1148 ; Bielne vers 1184) ; Biello en 1234 ; Bienna (1258) ; Biel en 1260),.
La commune est surnommée la Ville de l'Avenir.

## Géographie

### Localisation
Située au nord du canton de Berne, en plein cœur de la région des Trois-Lacs, la ville de Bienne est sise entre le massif du Jura au nord et à l'ouest, le Plateau suisse à l'est, à l'ouest et au sud et le lac de Bienne au sud-ouest. 
L'altitude au centre-ville est de 434 m (place Centrale). Le niveau le plus bas est de 429 m (Lac de Bienne) tandis que l'altitude la plus élevée est de 875 m (Office fédéral du sport de Macolin sur le territoire communal).
Bienne a une superficie de 21,23 km2. 45,5 % de cette superficie correspond à des surfaces d'habitat ou d'infrastructure, 7,8 % à des surfaces agricoles, 45,3 % à des surfaces boisées et 1,2 % à des surfaces improductives.

### Climat
La ville de Bienne se situe dans une région au climat océanique dégradé sans saison sèche avec des étés tempérés (Cfb selon la classification de Köppen).
Au mois de juillet, la température oscille entre 14 °C la nuit et 26 °C l'après-midi. Des précipitations importantes sont enregistrées toute l'année y compris lors des mois les plus secs. Sur l'année, la température moyenne est de 9.9 °C.
Les vents de l'ouest apportent généralement des précipitations comme c'est le cas dans toute la Suisse occidentale. Si la bise prédomine, alors les températures seront plus fraîches que les moyennes saisonnales.

Le foehn, qui est présent dans les vallées alpines, a parfois une influence sur le climat biennois, notamment pendant l'hiver, où il peut réchauffer le climat certains jours 
| Mois                                | jan. | fév. | mars | avril | mai  | juin | jui. | août | sep. | oct. | nov. | déc. | année |
| ----------------------------------- | ---- | ---- | ---- | ----- | ---- | ---- | ---- | ---- | ---- | ---- | ---- | ---- | ----- |
| Température minimale moyenne (°C)   | −1,5 | −1,4 | 1,6  | 4,7   | 9,1  | 12,4 | 14,4 | 14   | 10,6 | 7,1  | 2,2  | −0,4 | 6,1   |
| Température moyenne (°C)            | 0,7  | 1,6  | 5,5  | 9,5   | 14   | 17,4 | 19,7 | 18,9 | 14,8 | 10,3 | 4,8  | 1,8  | 9,9   |
| Température maximale moyenne (°C)   | 3,7  | 5,6  | 10,7 | 14,9  | 19,6 | 22,9 | 25,6 | 25   | 20,5 | 14,7 | 8    | 4,7  | 14,7  |
| Précipitations (mm)                 | 101  | 88   | 89   | 79    | 100  | 100  | 102  | 113  | 97   | 104  | 98   | 117  | 1 187 |
| Nombre de jours avec précipitations | 10,7 | 10   | 10,7 | 10,2  | 12,2 | 10,8 | 10,6 | 10,6 | 8,8  | 10,8 | 10,5 | 11,5 | 127,4 |

| Diagramme climatique                                  |           |           |           |            |             |             |         |            |            |        |            |
| J                                                     | F         | M         | A         | M          | J           | J           | A       | S          | O          | N      | D          |
| 3,7−1,5101                                            | 5,6−1,488 | 10,71,689 | 14,94,779 | 19,69,1100 | 22,912,4100 | 25,614,4102 | 2514113 | 20,510,697 | 14,77,1104 | 82,298 | 4,7−0,4117 |
| Moyennes : • Temp. maxi et mini °C • Précipitation mm |           |           |           |            |             |             |         |            |            |        |            |

### Quartiers

Photo aérienne par Walter Mittelholzer (1925).

La ville de Bienne possède 10 quartiers.
| Quartier                          | N° OFS |
| --------------------------------- | ------ |
| Vignoble/Rebberg                  | 371001 |
| Vieille ville/Altstadt            | 371002 |
| Nouvelle ville nord/Neustadt Nord | 371003 |
| Nouvelle ville sud/Neustadt Süd   | 371004 |
| Champagne                         | 371005 |
| Boujean/Bözingen (Buschang)       | 371006 |
| Mâche/Mett                        | 371007 |
| Madretsch Nord                    | 371008 |
| Madretsch Sud                     | 371009 |
| Vigneules/Vingelz                 | 371010 |

Entre 1900 et 1920, Vigneules (1900), Boujean (1917), Mâche (1920) et Madretsch (1920), qui étaient alors des communes, fusionnèrent avec Bienne.
En 1920, les villes de Bienne et de Nidau voulaient fusionner, en partie à cause de l'augmentation de la population et de l'intensification des liens économiques. Ils décidèrent par référendums distincts de fusionner à une large majorité. Toutefois, le Grand Conseil du canton de Berne s'est opposé et a désapprouvé la fusion des deux communes. Le Canton, alors majoritairement bourgeois, ne souhaitait pas que Nidau fusionne avec la ville de Bienne qui était de gauche. Un recours a été déposé devant le Tribunal fédéral, en vain.
En 1951, le Grand Conseil du canton de Berne refusa également une fusion pourtant souhaitée entre Bienne et Port.

### Transports

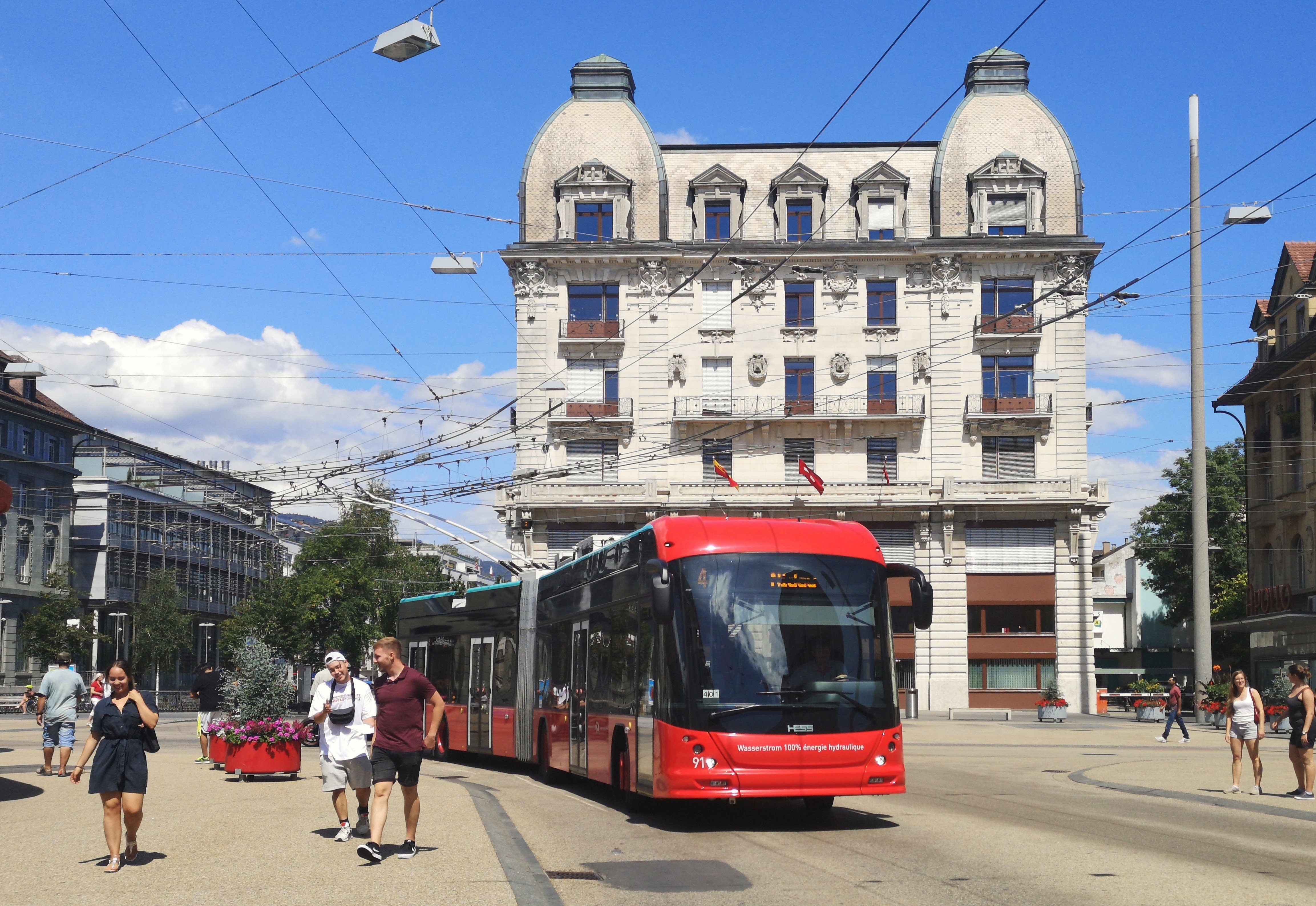
Trolleybus des TPB.

Elle comporte deux funiculaires : le Funiculaire Bienne-Macolin et le Funiculaire Bienne-Evilard.
- Réseau de trolleybus et de bus urbain, reliant également Les Prés-d'Orvin, Plagne, ainsi que plusieurs villages de la région.
- Gare pour les trains en direction de Zurich, Lausanne, Genève, Berne, Delémont-Bâle, La Chaux-de-Fonds, et la majorité des destinations en Suisse. Comprenant également la ligne de chemin de fer à voie étroite BTI reliant Bienne à Anet par Täuffelen, appartenant à Aare Seeland Mobil (ASM).
- Port de navigation de la compagnie Navigation Lac de Bienne (Bielersee) reliant la région des 3 Lacs, le Lac de Neuchâtel et le Lac de Morat. L'écluse aménagée sur le barrage de Port permet également de naviguer sur le canal de Nidau-Büren, navigable jusqu'à Soleure.
- Autoroute A5, Lausanne - Yverdon-les-Bains -Neuchâtel - Soleure - Zurich Sortie 28.
- Autoroute A6, Berne - Bienne, Sortie 2.
- Autoroute A16 Transjurane, Bienne - Porrentruy avec connexions à Bâle et à la France.
- Branche Est du contournement de la ville (Champs-de-Boujean - Raccordements à l'A5, A6 et l'A16).

## Urbanisme

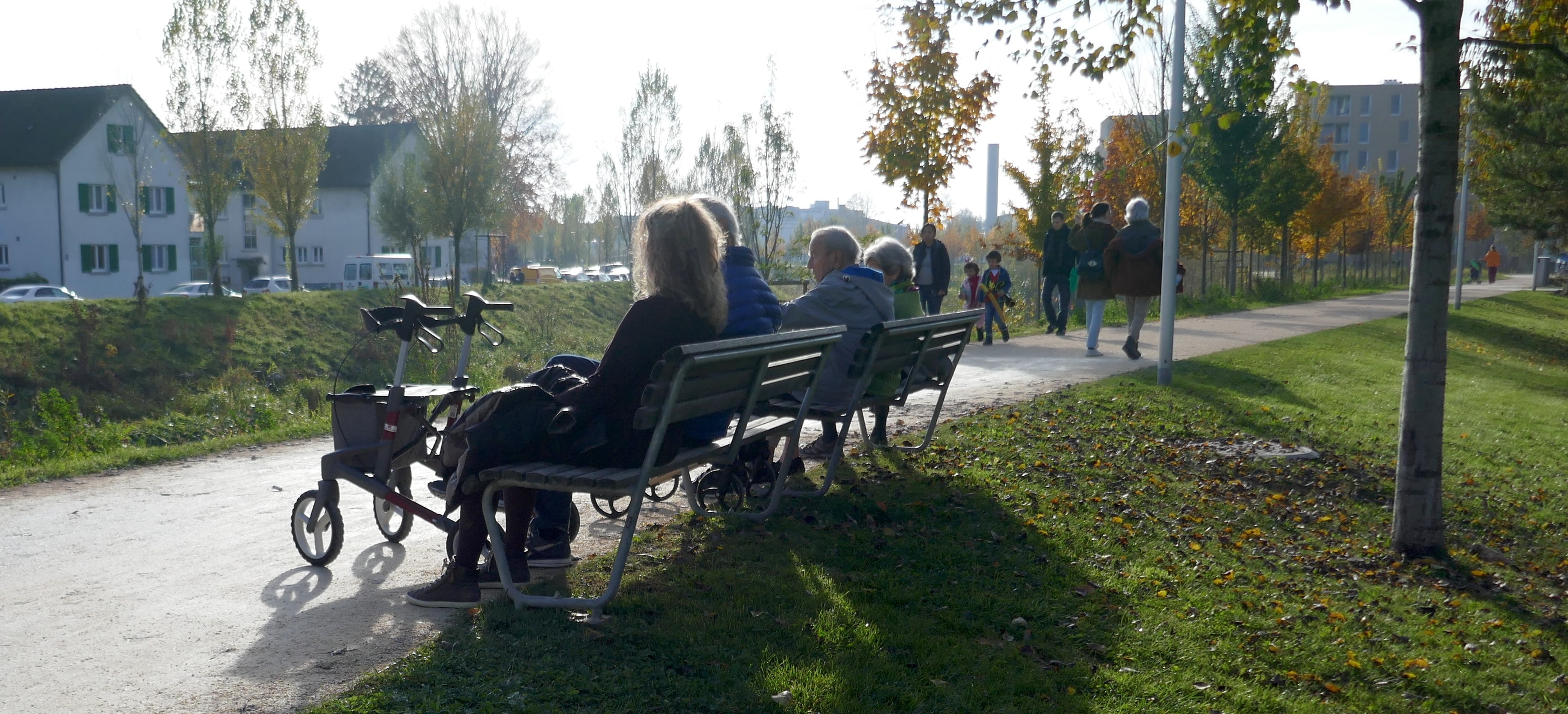
Île de la Suze.

Pour lutter contre le réchauffement climatique, la commune de Bienne a opéré une renaturation de la Suze. En collaboration avec la Fabrique Omega, qui a construit une annexe audacieuse pour la marque Swatch, l'administration biennoise a créé une île dans le quartier de Mett/Mâche,,.

## Histoire
(mars 2009).
Si vous disposez d'ouvrages ou d'articles de référence ou si vous connaissez des sites web de qualité traitant du thème abordé ici, merci de compléter l'article en donnant les références utiles à sa vérifiabilité et en les liant à la section « Notes et références ».

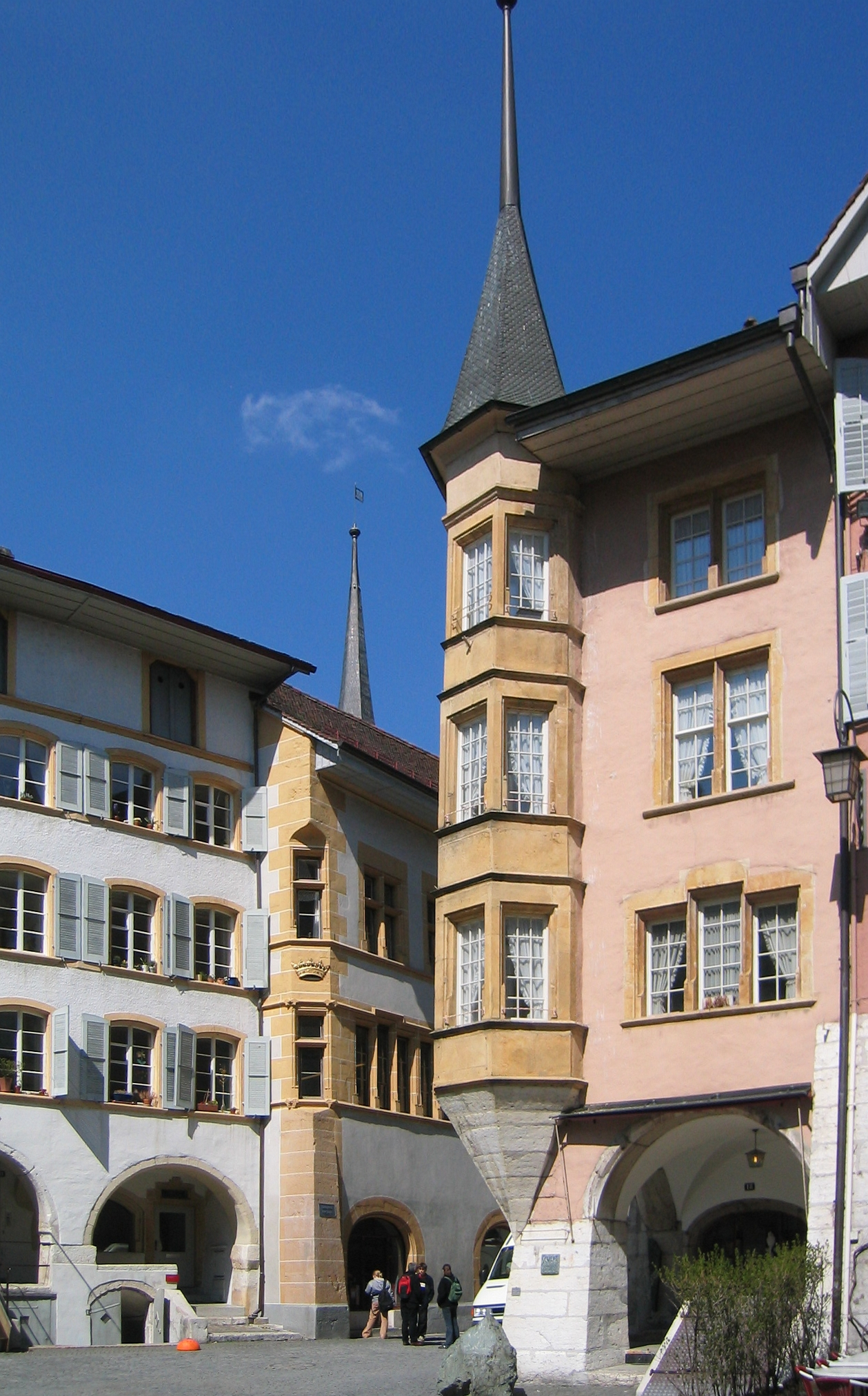
La vieille ville, place du Ring.

C’est grâce à l’archéologie que nous connaissons l’existence d’une agglomération sur le territoire de Bienne à l’époque romaine. Ainsi, en 1846, on retrouve dans la source communément appelée « Source des Romains », des pièces de monnaie qui ont eu cours entre le Ier siècle av. J.-C. et le IVe siècle apr. J.-C.
En 1234, la mention de burgum de Biello apparaît dans un acte officiel. C’est depuis le XIIIe siècle et surtout depuis 1275, lorsqu’elle eut reçu de Rodolphe Ier de Habsbourg sa charte de franchises, que Bienne fut considérée comme une cité à part entière. Liée à d’autres villes (Soleure, Berne, Fribourg et Morat) par différents traités d’alliances, elle développa les structures de sa propre administration municipale et son indépendance, aussi bien à l’égard de son suzerain, le prince-évêque de Bâle, que de la protection bernoise.
En 1296, Bienne obtient sa première charte de pacification des mains du prince-évêque Peter Reich von Reichstein.
En 1367, à la suite d'un conflit entre les habitants et la garnison épiscopale de Jean III de Vienne, un incendie ravage la ville.
Au XVe siècle, la ville acquiert le droit de lever des troupes en Erguël. Elle participe à différentes guerres des Confédérés, ce qui lui vaut d’être considérée comme leur alliée dès 1478 et de participer comme telle aux Diètes fédérales.
En 1528, la ville adopte la Réforme, alors qu'en 1541 sévit la première épidémie de peste.
Aux XVIIe et XVIIIe siècles, on constate à Bienne, comme dans d’autres cités, une aristocratisation des familles gouvernantes de la ville. En 1747, une fabrique d'indienne est fondée au Pasquart.
Au mois d'août 1796, le chancelier de la ville, Neuhaus, se rend à Paris pour obtenir du Directoire la création d'un canton de Bienne, formé de la ville et de l’Erguël (vallon de Saint-Imier, plus précisément une partie de l'actuel Jura bernois).
À la suite de l'invasion française de 1798, Bienne est annexée par la France. Elle est d'abord rattachée au département du Mont-Terrible, où elle accède au rang de chef-lieu d’un canton englobant les localités de Boujean, Evilard, Vigneules, Orvin, Péry, La Heutte, Romont, Plagne, Vauffelin-Frinvillier, Reiben (près de Büren an der Aare), Perles et Meinisberg. A partir de 1800, elle est incorporée au département du Haut-Rhin jusqu'au 14 novembre 1815 où la ville est réunie au canton de Berne, et relève du district de Nidau. À partir de 1832, elle devient chef-lieu de son propre district.

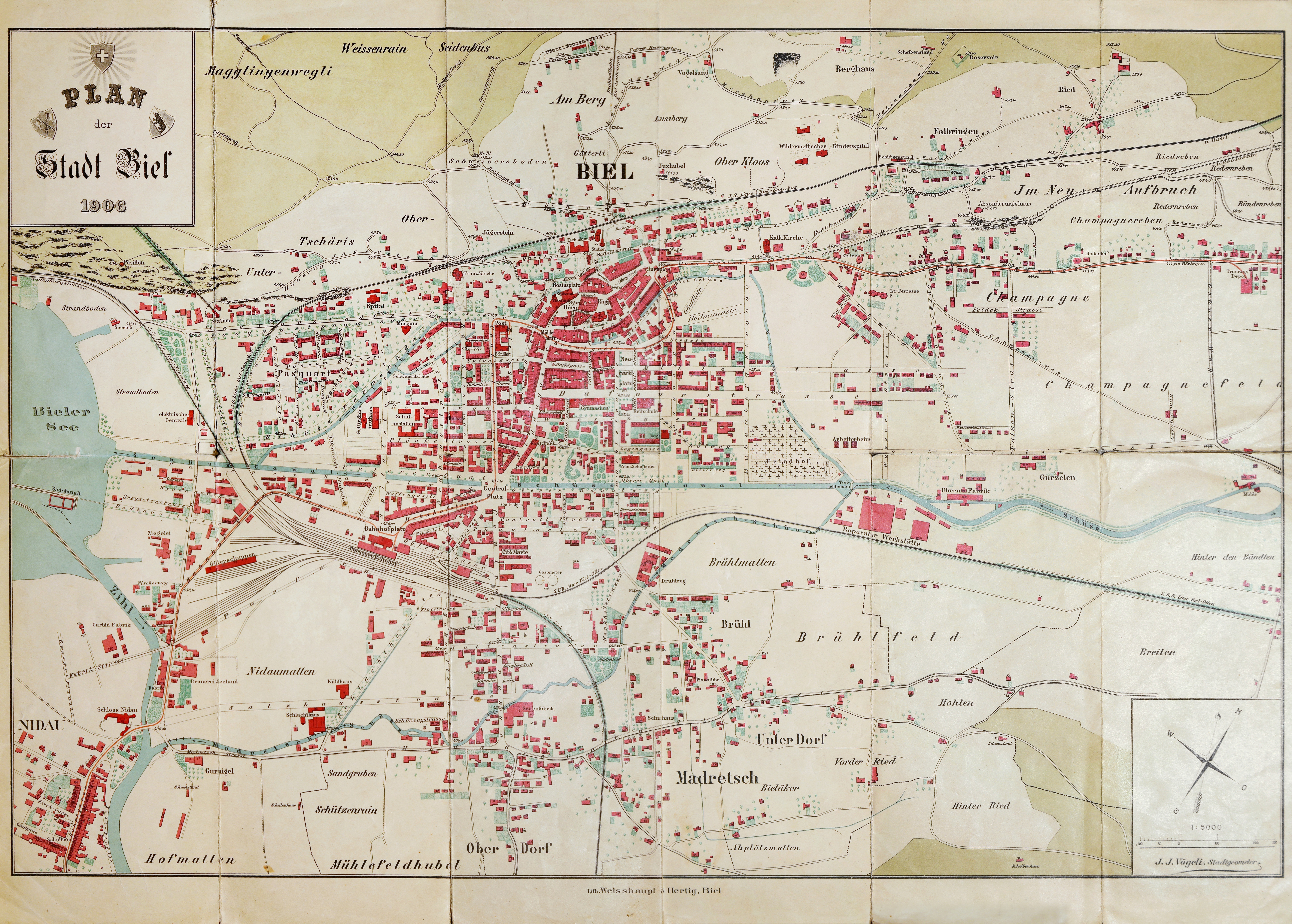
Plan de ville de 1906.

En 1857, la première gare ferroviaire est inaugurée alors que la première usine à gaz voit le jour en 1862. Bienne est ainsi la première ville de Suisse disposant d'un éclairage au gaz. Entre 1900 et 1920, les communes avoisinantes de Vigneules (de), Mâche, Madretsch et Boujean fusionnèrent avec Bienne.
Depuis le milieu du XIXe siècle, grâce à l’implantation de l’industrie horlogère, la ville connaît une poussée démographique et un développement urbain remarquables. Bienne devint aussi un point important des liaisons ferroviaires du Plateau suisse.

### Croissance et mutations (1956-1970)
Le boom économique et démographique d’après-guerre se poursuit pour la ville de Bienne. Cette période a été marquée par une forte croissance et un état quasi-permanent de plein-emploi. L’horlogerie domina encore l’industrie biennoise jusqu’à la fin des années 1960.
Symbole de cette prospérité et du progrès affiché par la ville, la construction du Palais des Congrès s’effectua entre 1959 et 1966. Cette tour devient l’emblème d’une ville ambitieuse et visionnaire. Le site abrite une piscine, une salle de conférence, une salle de concert et une tour abritant des bureaux.
La population biennoise a franchi le cap des 60 000 habitants en 1960 et atteint son record historique en 1964 avec 64 848 âmes. Face à cette croissance démographique effrénée, les spécialistes d’alors prévoyaient même un accroissement de la population pouvant aller jusque 120 000 habitants pour l’an 2000.

### Bienne en crise et déclin démographique (1970-1980)
Bienne a été frappée de plein fouet par le choc pétrolier de 1973 et surtout par la crise horlogère de 1975. La commercialisation des montres à quartz par les fabricants horlogers japonais, tel que Seiko, a supplanté les montres mécaniques et a considérablement affaibli l’horlogerie suisse. En effet, « l’horlogerie helvétique qui passera de 50 % de parts du marché dans le monde à seulement 5 % ». Les entreprises se restructurent et le nombre d’emplois diminue considérablement.
L’atelier de montage General Motors construit à Bienne en 1936 par l'architecte Rudolf Steiger et l'ingénieur Carl Hubacher ferme ses portes en 1975. Cette fermeture a eu pour conséquence la perte de 450 emplois. Entre la fin 1974 et début 1975, le nombre de chômeurs explose : « le total de bénéficiaires des prestations de la caisse biennoise du chômage passe de 2 en 1974 à 5 473 en 1975 et même à 7 107 en 1976 ».
Conséquence de la crise, la ville de Bienne voit une partie de sa population s’exiler. Le nombre d’habitants chute jusqu’à atteindre 54 682 habitants en 1980 et continue de baisser jusqu’à passer sous la barre des 50 000 habitants en 1998.
Depuis 2010, le siège administratif de l'arrondissement de Bienne se trouve sur la commune voisine de Nidau ; Bienne demeurant son chef-lieu.

### Redressement et croissance (1980-2010)
La ville de Bienne se redresse doucement après avoir vécu une crise économique majeure qui a eu pour conséquence, entre autres une augmentation du chômage et une baisse du nombre d’habitants. En 2002, Bienne accueille l’Exposition nationale suisse de 2002 (Expo.02). L'événement « a offert un environnement permettant à la ville de se profiler […] ; ce but a été atteint. Bienne a bénéficié de bons échos dans la presse nationale et internationale ».
Conséquence du redressement économique de la ville, la population de cette dernière connaît une hausse et passe la barre symbolique des 50 000 habitants en 2002.

## Politique et administration
Le pouvoir exécutif de la ville de Bienne est exercé par le conseil municipal. Jusqu’au 31 décembre 2012, il était composé de huit membres dont quatre à titre permanent et quatre à titre accessoire. Les conseillers municipaux à titre permanent étaient responsables d'un département pour chacun d'entre eux tandis que les quatre membres à titre accessoire ne disposaient pas d'un dicastère. Le 1er janvier 2013, le système est aboli et compte cinq membres à plein temps et cinq départements.
Les départements de l'exécutif dirigés par les conseillers municipaux sont les suivants :
- Maire : Glenda Gonzalez Bassi, Parti Socialiste Romand (PS) - francophone ;
- Direction des finances, dirigée par Beat Feurer, Union démocratique du centre (UDC) - germanophone ;
- Direction de l'action sociale et de la sécurité, dirigée par Natasha Pittet, Parti radical romand (PLR) - francophone ;
- Direction de la formation, de la culture et du sport, dirigée par Anna Tanner, Parti socialiste suisse (PS) - germanophone ;
- Direction des travaux publics, de l'énergie et de l'environnement, dirigée par Lena Frank, Les Verts (Verts) - germanophone.

Le pouvoir législatif de la ville de Bienne est exercé par le conseil de ville, qui est composé de soixante membres se réunissant en principe mensuellement.
Le Conseil des affaires francophones du district bilingue de Bienne, communément appelé le CAF, est une institution politique non parlementaire qui a pour rôle d'exercer les compétences particulières attribuées par le canton de Berne à la minorité francophone des communes de Bienne et d'Evilard (Leubringen).

### Maires de Bienne
| Période | Période  | Identité              | Étiquette  | Qualité |
| ------- | -------- | --------------------- | ---------- | ------- |
| 1874    | 1898     | Niklaus Meyer         | Radical    |         |
| 1898    | 1901     | Johann Hofmann-Moll   | Radical    |         |
| 1901    | 1907     | Eduard Stauffer       | Radical    |         |
| 1907    | 1909     | Gottfried Reimann     | Socialiste |         |
| 1909    | 1921     | Louis Leuenberger     | Radical    |         |
| 1921    | 1921     | Hermann Kistler       | Socialiste |         |
| 1921    | 1947     | Guido Müller          | Socialiste |         |
| 1948    | 1960     | Edouard Baumgartner   | Radical    |         |
| 1961    | 1964     | Paul Schaffroth       | Radical    |         |
| 1964    | 1976     | Fritz Stähli          | Radical    |         |
| 1976    | 1990     | Hermann Fehr          | Socialiste |         |
| 1990    | 2010     | Hans Stöckli          | Socialiste |         |
| 2011    | 2024     | Erich Fehr            | Socialiste |         |
| 2025    | En cours | Glenda Gonzalez Bassi | Socialiste |         |

## Population et société

### Gentilés et surnom
Les habitants de la commune se nomment les Biennois. Ils sont surnommés die Schüss-Fernli, soit les truitelles de la Suze en dialecte bernois.
Les habitants du quartier de Boujean se nomment les Boujonais.

### Démographie

#### Évolution de la population
La commune compte 55 932 habitants au 31 décembre 2023 pour une densité de population de 2 635 hab/km2. Sur la période 2010-2019, sa population a augmenté de 8,6 % (canton : 6,1 % ; Suisse : 9,4 %). Au 31 décembre 2021, l’agglomération de Bienne compte 108 860 habitants. 
La population de Bienne a été en constante progression depuis la fin du XIXe siècle jusque dans les années 1970, avec un pic de 64 333 habitants. La décroissance démographique due à la crise horlogère des années 1970 frappe alors de plein fouet la ville de Bienne. Après être passée sous la barre des 50 000 habitants en 2000, la population de la ville croît à nouveau depuis lors.

#### Pyramide des âges
En 2023, le taux de personnes de moins de 30 ans s'élève à 31,9 %, au-dessus de la valeur cantonale (29,9 %). Le taux de personnes de plus de 60 ans est quant à lui de 24,8 %, alors qu'il est de 28,9 % au niveau cantonal.
La même année, la commune compte 27 619 hommes pour 28 313 femmes, soit un taux de 49,4 % d'hommes, supérieur à celui du canton (49,1 %).
| Hommes | Classe d’âge | Femmes |
| ------ | ------------ | ------ |
| 0,7    | 90 ans ou +  | 1,8    |
| 6,8    | 75 à 89 ans  | 10,0   |
| 14,6   | 60 à 74 ans  | 15,6   |
| 20,8   | 45 à 59 ans  | 19,5   |
| 24,2   | 30 à 44 ans  | 22,2   |
| 17,7   | 15 à 29 ans  | 16,9   |
| 15,2   | - de 14 ans  | 14,0   |

| Hommes | Classe d’âge | Femmes |
| ------ | ------------ | ------ |
| 0,7    | 90 ans ou +  | 1,6    |
| 8,8    | 75 à 89 ans  | 11,0   |
| 17,6   | 60 à 74 ans  | 18,1   |
| 21,0   | 45 à 59 ans  | 20,4   |
| 20,9   | 30 à 44 ans  | 20,2   |
| 15,9   | 15 à 29 ans  | 14,9   |
| 15,1   | - de 14 ans  | 13,8   |

### Bilinguisme

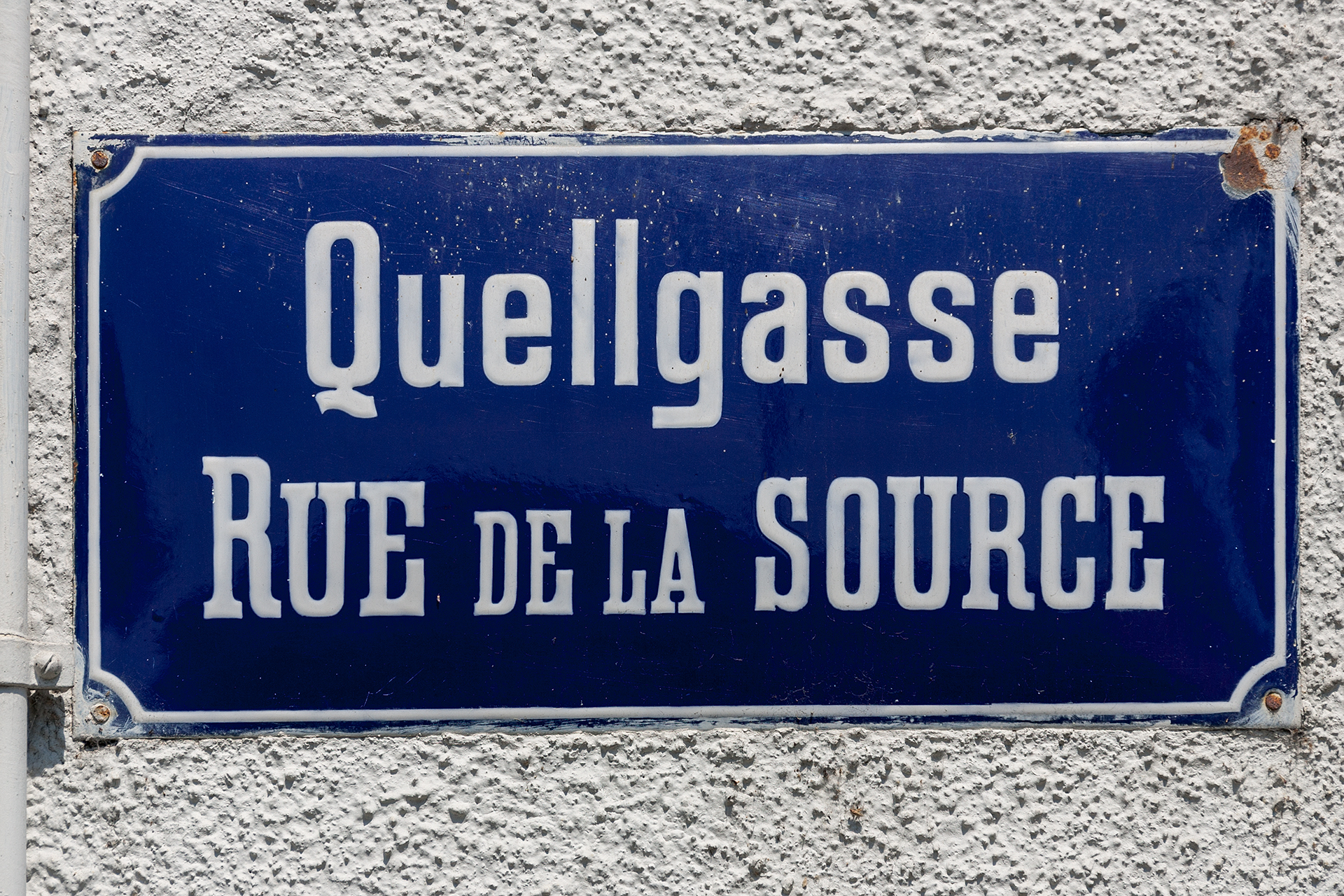
Panneau bilingue d'une rue.

Bienne est située sur la frontière linguistique entre les régions francophone et germanophone. Elle est une ville officiellement bilingue. Les informations officielles ainsi que les noms des rues sont majoritairement dans les deux langues.
En 2020, la langue la plus parlée à Bienne est l'allemand avec 56,6 % de la population résidente interrogée ; le français est parlé par 43,4 % de la population. Le graphique ci-dessous montre l'évolution et la répartition des langues françaises et allemandes comme langue principale ou maternelle de 1888 à 2018 :

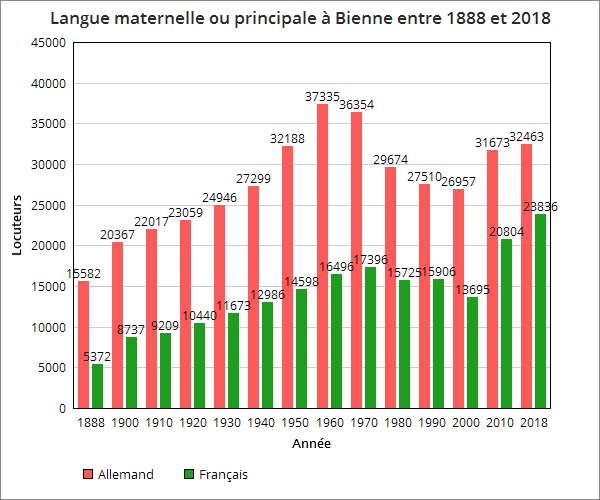
Langue maternelle ou principale de 1888 à 2018.

À Bienne, les parents peuvent choisir dans laquelle des deux langues l'enseignement sera donné à leurs enfants aux niveaux primaires, secondaires et écoles supérieures. Afin de favoriser le bilinguisme, des classes bilingues sont créées aux niveaux primaires, secondaires et écoles supérieures.
Comme il est d'usage dans une grande partie de la Suisse, les films sont projetés dans les cinémas de Bienne en langue originale avec sous-titres en allemand et en français. Il y a des projections supplémentaires pour les films à succès avec des versions doublées en allemand et en français. Seuls les films pour enfants sont projetés exclusivement en version doublée.
À Bienne, il n'est pas rare qu'une personne parle allemand et que son interlocuteur réponde en français. Une particularité est l'accumulation des germanismes et des emprunts en français oral. Par exemple, « un schluck » pour une gorgée, « manteau de pluie » pour un imperméable, « un witz » pour une blague ou « poutzer » pour le nettoyage sont courants. L'influence de la structure des phrases allemandes sur les phrases parlées en français est également perceptible.
La fondation Forum du bilinguisme, créée à Bienne en 1996, a pour objectif la promotion du bilinguisme.

### Santé
Bienne est équipé d'un centre médical public, le Centre hospitalier Bienne (CHB). Ce dernier possède une capacité de 219 lits et emploie environ 1 400 collaborateurs.
La ville arbitre aussi une clinique privée, la Hirslanden Clinique des Tilleuls qui dispose de 115 lits et emploie 498 collaborateurs.

### Sports
Le hockey sur glace est le sport d'équipe le plus populaire à Bienne. Le HC Bienne a remporté trois fois le titre de champion suisse de Hockey en 1978, 1981 et 1983, et cinq fois le titre de champion de LNB.
Le FC Biel-Bienne est le club de football principal de la ville. L'équipe a évolué pendant plusieurs années en Ligue Nationale A (actuellement Super League), puis en LNB (Challenge League). Il a remporté le titre de champion suisse en 1947. À la suite d'une mise en faillite en juin 2016, le club a été rétrogradé en 2e ligue régionale, équivalente à une 6e division. Après avoir remonté deux divisions en deux ans, le club joue actuellement en promotion league (3e division).
Autres clubs sportifs de Bienne :
- FC Azzurri Bienne (2e ligue) - Football
- FC Besa Biel/Bienne (2e ligue) - Football
- FC Aurore Bienne (3e ligue) - Football
- FC Iberico Bienne (3e ligue) - Football
- Rapid Bienne Basket - Basketball
- Artédanse - Danse
- SHC Biel-Bienne SeelanderS - Inline Hockey
- ISH Bienne - Inline Hockey
- Société Nautique Étoile Bienne - Aviron
- VBC Bienne - Volleyball
- Bienna Jets - Football américain
- UHC Biel Seeland - Unihockey
- Swim Team Biel-Bienne - Natation et water-polo
- Rugby Club Biel-Bienne (RCBB) - Rugby
- BC Biel-Bienne - Badminton

### Média
- Le Journal du Jura, quotidien de langue française fondé en 1863
- Bieler Tagblatt, quotidien de langue allemande
- Biel Bienne, le plus grand hebdomadaire gratuit bilingue de Suisse, fondé en 1978 par le Bureau Cortesi
- Radio Canal 3, radio locale bilingue
- TeleBielingue, télévision régionale bilingue
- Intervalles, revue culturelle du Jura bernois et de Bienne

## Éducation
Centre de l'agglomération du Seeland et du Jura bernois, Bienne abrite plusieurs établissements de formation. En raison de son caractère bilingue, l'offre scolaire à tous les niveaux, de la maternelle à l'université, est supérieure à la moyenne et est disponible en allemand et en français.
Bienne abrite 3 bibliothèques. La Bibliothèque de la Ville de Bienne, la BFH Technik und Informatik TI Biel et la BFH Architektur, Holz und Bau AHB Bienne. 

### Enseignement supérieur
Bienne abrite deux gymnases, le Gymnase français de Bienne et le Gymnase allemand. Les deux gymnases de la ville proposent une filière bilingue (allemand/français).
À Bienne, environ 17 768 personnes, soit 36,5 % de la population, ont achevé des études secondaires supérieures non obligatoires et 5 492, soit 11,3 %, ont achevé des études supérieures complémentaires (Université ou Haute-école). Sur les 5 492 diplômés de l'enseignement supérieur, 56,6 % étaient des Suisses, 26,4 % des Suissesses, 10,5 % des non-suisses et 6,5 % des non-suisses.

### Écoles
- Hautes écoles spécialisées :
  - Haute école technique et informatique
  - Haute école du bois
  - Haute école fédérale de sport de Macolin (centre de formation de l'Office fédéral du sport)
  - Haute école des arts du Canton de Berne (HEAB), section Rythmique
  - Haute école des arts du Canton de Berne (HEAB), section Opéra (Studio suisse d'opéra)
  - Haute école des arts du Canton de Berne (HEAB), Institut littéraire suisse, délivre un Bachelor en écriture littéraire
- Centre suisse d'enseignement du marketing, de la publicité et de la communication (SAWI)
- Centre suisse de formation pour la protection de la nature et de l’environnement (SANU)
- trois gymnases : Gymnase français de Bienne, Gymnasium Biel-Seeland et Gymnasium Linde/Gymnase des Tilleuls
- L'École d'Arts Visuels (graphisme)
- L'École de musique de Bienne (Conservatoire de Bienne)
- Centre de formation professionnelle (CFP, ou BBZ en allemand)
- Le Lycée technique
- L'École cantonale d’administration et des transports a disparu au début des années 2000.
- L'Ecole commerciale Bildung Formation Biel-Bienne (BFB)

## Économie

### Cité horlogère
Bienne abrite le siège administratif de Swatch Group, la plus grande holding d'horlogerie au monde fondée par Nicolas Hayek. La marque Omega, fleuron du groupe Swatch, fondée à La Chaux-de-Fonds en 1848, déplace son siège social à Bienne en 1879, où elle dispose de plusieurs bâtiments. Avant de rejoindre le Swatch Group, la marque Omega avait fondé la holding genevoise SSIH en 1931 et avait intègré la holding neuchâteloise SMH en 1983.
D'autres marques et filiales appartenant au Swatch Group ont également leur siège à Bienne, dont la marque américaine Hamilton, connue pour son modèle Pulsar, fondée en 1892 aux États-Unis, qui s'installe à Bienne en 1959. La marque Edox, fondée à Granges en 1888, a rejoint la holding ASUAG à Bienne en 1971, mais quitte la cité horlogère en 1983. À la fin des années 1978, la marque Certina, fondée à Granges en 1888, se joint au regroupement des marques Edox et Technos à Bienne. La marque Mido, fondée en 1918 à Soleure, arrive à Bienne en 1946, mais est fabriquée au Locle dès 1997, en compagnie de Tissot et Certina.
La ville abrite aussi le site de la Manufacture des Montres Rolex, qui donne du travail à près de 3 000 personnes. D'autres grands noms de l'horlogerie sont établis à Bienne, tels que Candino, Wenger, Victorinox Swiss Army Watch, Ebel, Movado. De nombreuses petites et moyennes entreprises y œuvrent dans le domaine de l'horlogerie, dont la marque Milus, sise à Bienne depuis 1919 ou l'américaine Bulova depuis 1912, ou encore CK Watch.

### Industrie de la précision
Les sièges de la Fédération de l'industrie horlogère suisse et du Contrôle officiel suisse des chronomètres se trouvent également à Bienne.
La région de Bienne est non seulement un centre de l'industrie horlogère, mais aussi de l'industrie de la précision en général. Le cluster précision a 98 membres dont des entreprises comme Feintool, Straumann ou Swissmetal.

### Industrie financière
En 2019, UBS, une des plus grandes banques du monde, a inauguré un grand centre administratif avec une capacité de 600 collaborateurs au centre-ville. Le prix des loyers, la présence de hautes écoles et le bassin de recrutement de personnel qualifié a pesé dans le choix d'UBS.

### Ville de la communication
Bienne accueille le siège de l’Office fédéral de la communication (OFCOM) depuis 1991. Elle héberge aussi le siège du télétexte, Swiss TXT, depuis 1983 et le SAWI, centre suisse de formation du marketing et de la communication.
Plusieurs entreprises nationales de la communication se sont établies à Bienne comme Sunrise et Salt (ex-Orange). Un centre des médias s’est développé derrière la gare à partir des années 2000 sur la place Walser. Ce dernier regroupe plusieurs médias de la ville tels que les quotidiens Bieler Tagblatt et Le Journal du Jura, la radio bilingue Canal 3 et la télévision régionale TeleBielingue.

## Culture et patrimoine
Les actrices et acteurs culturels biennois sont fédérés au sein du fOrum culture.

### Héraldique
| Blason | Blasonnement : De gueules à deux haches d'argent posées en sautoir |

### Lieux culturels
- Théâtre Municipal de la Ville de Bienne, le haut-lieu du théâtre et de l'opéra lyrique à Bienne.
- Spectacles Français, communément appelé « Le Théâtre Palace », le grand théâtre de la ville de Bienne de langue française.
- Théâtre du Carré Noir
- Théâtre pour les petits, une salle de théâtre avec une programmation conçue pour les enfants
- Espace Culturel Rennweg 26, institution culturelle qui propose des spectacles de théâtre, danse et musique
- La Théâtrale de Bienne, troupe de théâtre francophone
- Filmpodium Bienne, projection de films peu visibles dans les circuits commerciaux.
- Société des Beaux-Arts
- Visarte - Société des artistes visuels
- Orchestre Symphonique Bienne / Soleure, orchestre symphonique
- Bibliothèque de la Ville de Bienne
- La Coupole, salle de concert autogérée par le Centre Autonome de Jeunesse de Bienne.
- Hip Hop culture est vivante dans la ville, Graffitis, Rap, B-Boying, Jazzy Rockers crew depuis 1983 La Coupole est le centre de cet art urbain.
- « Photoforum Pasquart », espace réservé à la photographie
- « Odéon », café Art Deco, depuis 1930 lieu de rencontre de tous les Biennois

### Musées
- Centre Pasquart - regroupe les institutions suivantes : le Centre d'art, la Collection Centre d'art, le Photoforum, la Société des Beaux-Arts Bienne, le Filmpodium et espace libre
- Musée Neuhaus - Musée d'art et histoire qui présente l'histoire de l’industrie et de l’horlogerie de Bienne ainsi que la vie bourgeoise au XIXe siècle, une cinécollection W. Piasio ; Karl et Robert Walser, peintre et poète et enfin la collection Robert : aquarelles de flore et de faune (voir Philippe Robert) ; etc.
- Le Ried, résidence de plusieurs des peintres Robert
- Musée Schwab - Préhistoire et archéologie
- Musée Omega - Montres Omega et chronométrage Omega
- Musée de l'optique où quelque 300 objets évoquent quatre siècles d’histoire de l'optique (binocles, lunettes, télescopes, jumelles, baromètres, etc.)
- Centre Müller - Musée de la machine qui présente quelque 200 machines datant de 1880 à 1912 dans des ateliers reconstitués avec des mannequins en habits d’époque. Les salles d'exposition sont agrémentés de programmes audio-visuels. Le musée est installé dans une ancienne fonderie entièrement rénovée qui comporte également un centre de formation et une salle polyvalente.

### Bibliothèque
La Bibliothèque de la Ville de Bienne (Stadtbibliothek Biel/Bienne en allemand) est une bibliothèque publique qui a la particularité d'offrir des services autant en allemand qu'en français. Elle est située à la rue Général-Dufour 26, dans un bâtiment de style moderniste (Bauhaus). Les locaux sont partagés avec la ludothèque, la Poste jusqu'en 2020, et côtoient le bâtiment des Archives de la Ville[réf. nécessaire].
Gérée par une fondation de droit privé (selon articles 80 ss. du code civil suisse), elle est subventionnée par la ville, le canton et la Conférence culturelle régionale Bienne-Seeland. Plus ancienne institution culturelle et de formation de Bienne, la bibliothèque a été fondée en 1765 par l'ancienne bourgeoisie de Bienne.
La bibliothèque conserve notamment les Bienniensia[Quoi ?][réf. nécessaire].

### Monuments et lieux touristiques
- « Le Pavillon Felseck », monument de style romain
- La source romaine ou Source des Romains
- Le faubourg du lac et son architecture
- L'église gothique datant du XVe siècle (vieille-ville)
- Le temple allemand
- L'église du Pasquart (église protestante)[47]
- L'église catholique-romaine de Sainte-Marie
- La vieille ville, entièrement restaurée et habitée, avec ses nombreux[Combien ?] petits commerces, ses façades d'époque et ses fontaines : les habitants de la ville de Bienne disposent en tout de 72 fontaines distribuant de l’eau potable alimentées par la source romaine et la source du Falbringen. Jusqu’au XXe siècle, les Biennois s’y alimentaient encore régulièrement en eau potable. Certaines ont été magnifiquement restaurées dans des couleurs chatoyantes. En particulier à la vieille ville :
- la fontaine de l’Ange, (1563) symbole de l’âme humaine protégée du mal par un ange
- la fontaine du Banneret, (1557), symbole de la vaillance et du droit de bannière[48] que la ville de Bienne pouvait exercer
- la fontaine de la Justice (1535, rénovée en 1650 avec la statue créée en 1714), symbole de la haute juridiction que la ville de Bienne avait le droit d’exercer

(Référence : Le Livre des fontaines, Margrit Wick-Wercer, Éditions Biel-Bienne)
- Bienne fait partie du pays de la précision (Watch Valley), une destination touristique qui utilise la thématique de l’horlogerie pour se différencier des autres régions suisses. Les étapes biennoises sont le musée Neuhaus et le musée de la machine.
- Les Gorges du Taubenloch creusées par la rivière la Suze à travers la première des chaînes de montagnes du Massif du Jura sont un des rares passages naturels existant de Schaffhouse à Genève, en permettant l'accès depuis le Plateau suisse. Les Romains en connaissait déjà l'importance pour leur passage de Aventicum à Augusta Raurica, en passant par les gorges, puis par le col de Pierre-Pertuis.
- Le Barrage de régulation de Port contrôle le niveau des eaux du Seeland et leur écoulement en direction de Soleure. Une écluse permet le passage des bateaux et une station de turbinage au fil de l'eau y produit un apport en électricité non négligeable pour la région.
- Les bâtiments de la plage de Bienne représentent un très bel ensemble Art déco dépouillé.
- Randonnées à vélo : Le « Häftli » à Meienried, Büren an der Aare, La station des cigognes à Altreu, Soleure, la ville baroque.
- Île de St. Pierre.
- Les villages viticoles : Daucher-Alfermée, Douanne, Gléresse, Chavannes, La Neuveville.
- Parc régional Chasseral, la petite station de villégiature des Prés-d'Orvin.
- Les villages historiques : Aarberg, Anet, Büren an der Aare, Cerlier, Le Landeron, La Neuveville.
- Petinesca ruines d'une fortification romaine protégeant la route d'Aventicum (Avenches) à Solodurum (Soleure) : au temps des Romains déjà, la région était bien colonisée. Le grand axe routier de la Suisse passant par Avenches, Morat, Chiètres et Kallnach se dirigeait vers Soleure et Windisch, en longeant la côte est du Seeland. Une seconde route romaine traversait le Seeland vers Witzwil, entre les lacs de Neuchâtel et de Morat. Une bifurcation passant par les Gorges du Taubenloch traversait le Jura par le Col de Pierre Pertuis.

### Manifestations culturelles et festivités
- Babydays Le salon biennois de la petite enfance
- La braderie (à la fin juin)
- Le carnaval (fin février-début mars) ; le cortège des enfants est un des plus grands d'Europe.
- Comdays les Journées de la communication
- La course de Bienne « Les 100 km de Bienne » en juin
- Le Festival d'échecs de Bienne
- Le feu d'artifice du 31 juillet (veille de la fête nationale)
- Le Festival du film français d'Helvétie (FFFH), qui a repris en 2005 et progresse avec succès vers sa 7e édition
- Les journées photographiques de Bienne
- Les Rencontres de Bienne, festival plurilingue pour écrivains et traducteurs qui se tient à l'Institut littéraire suisse chaque année depuis 2008
- Le Open Air Filmpodium, entre mi-juillet et mi-août
- Le marché aux oignons Zwiebelemärit
- Show Your Steps, concours annuel et national de danse au Palais des Congrès
- Swiss Inline Cup (Étape) Bienne
- Pod'ring la semaine culturelle
- Le Festival la Barbarie (qui est une alternative Rock à la Braderie)

## Photographies

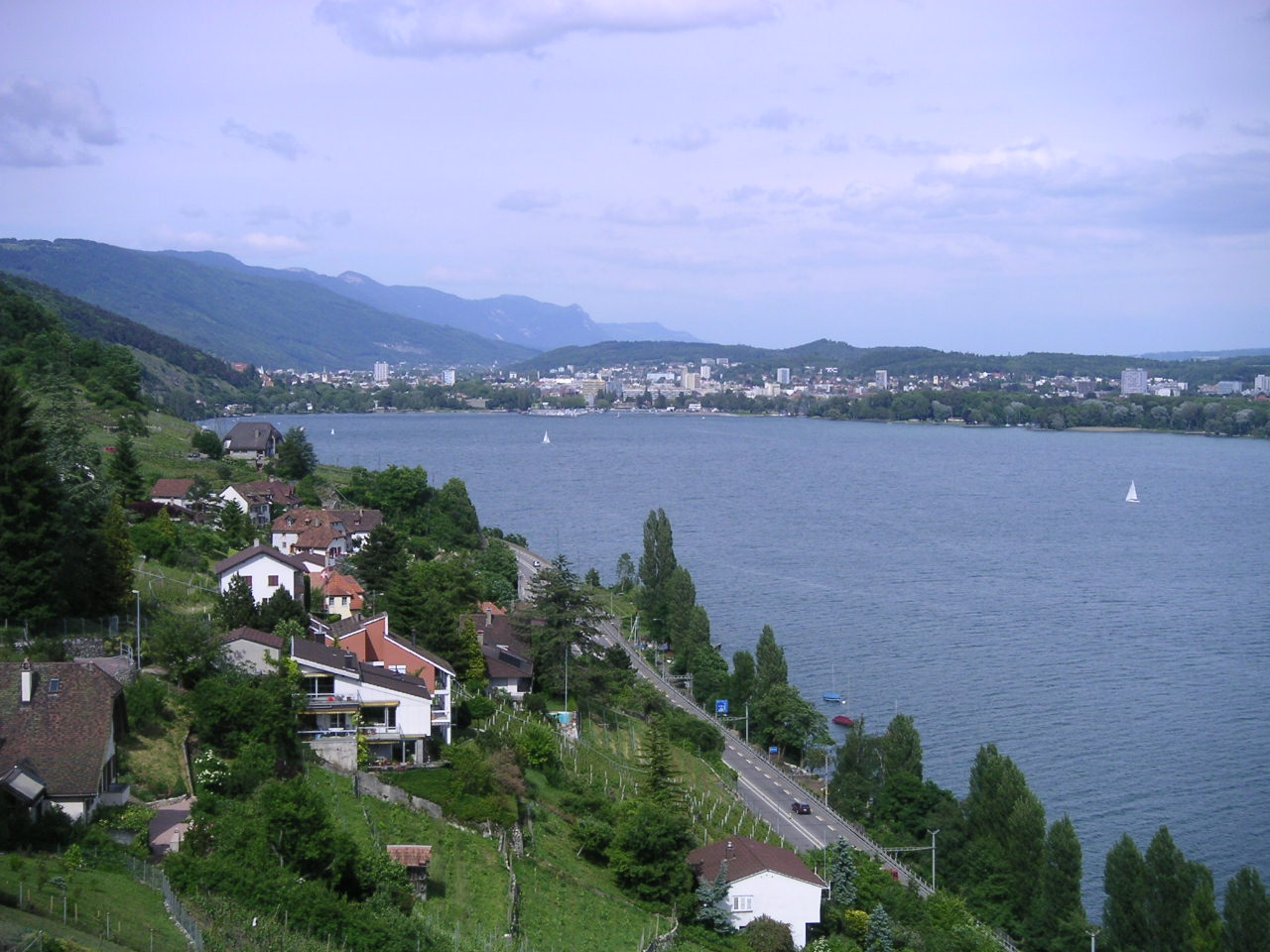
Le lac de Bienne.
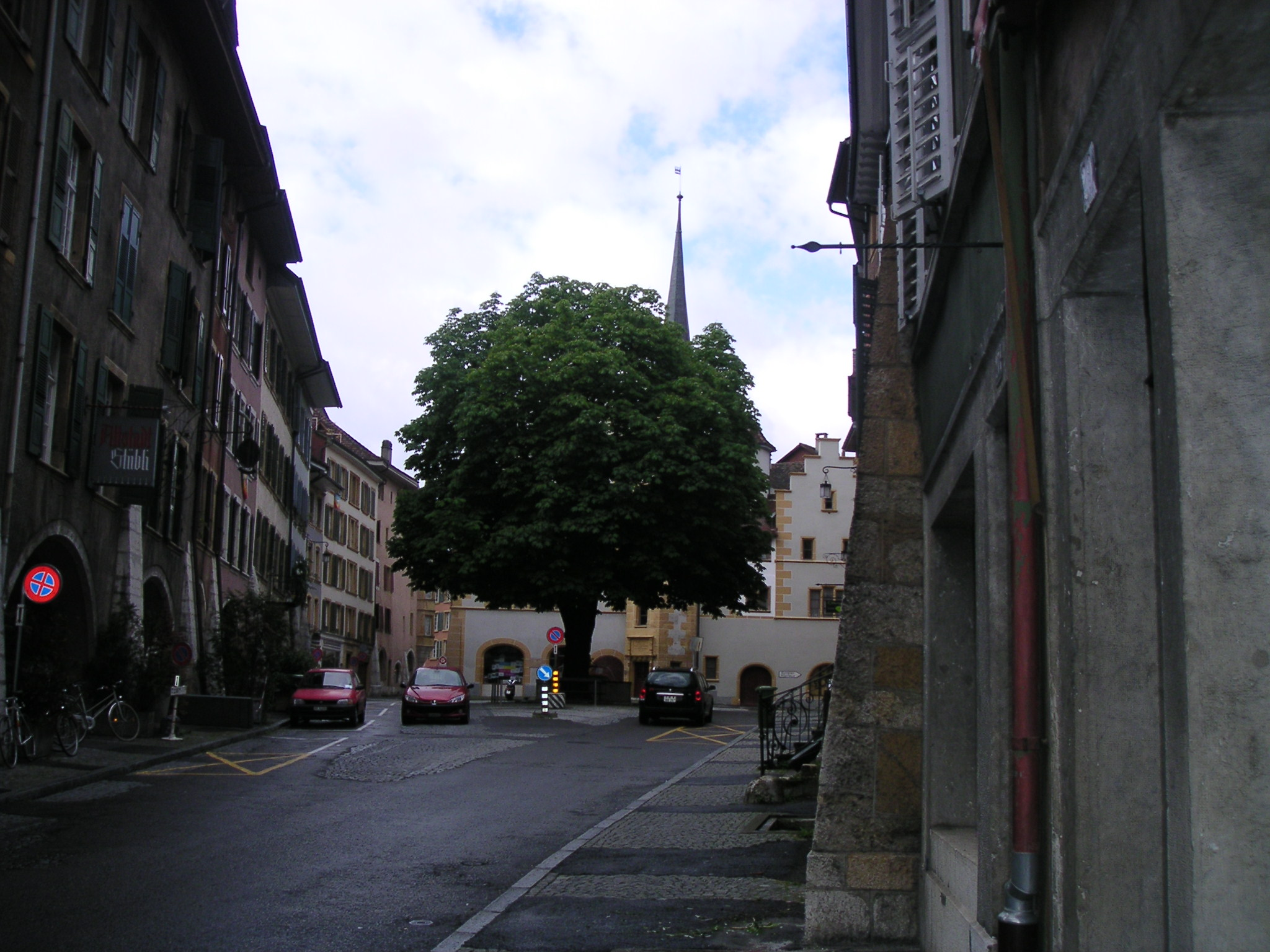
La vieille ville.
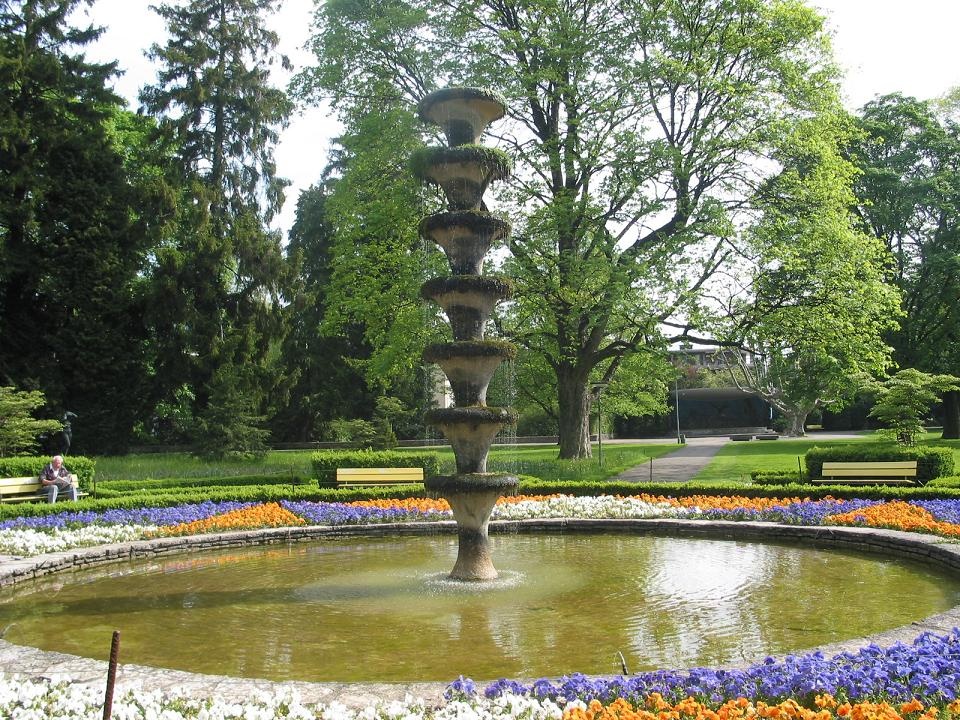
Le parc municipal.
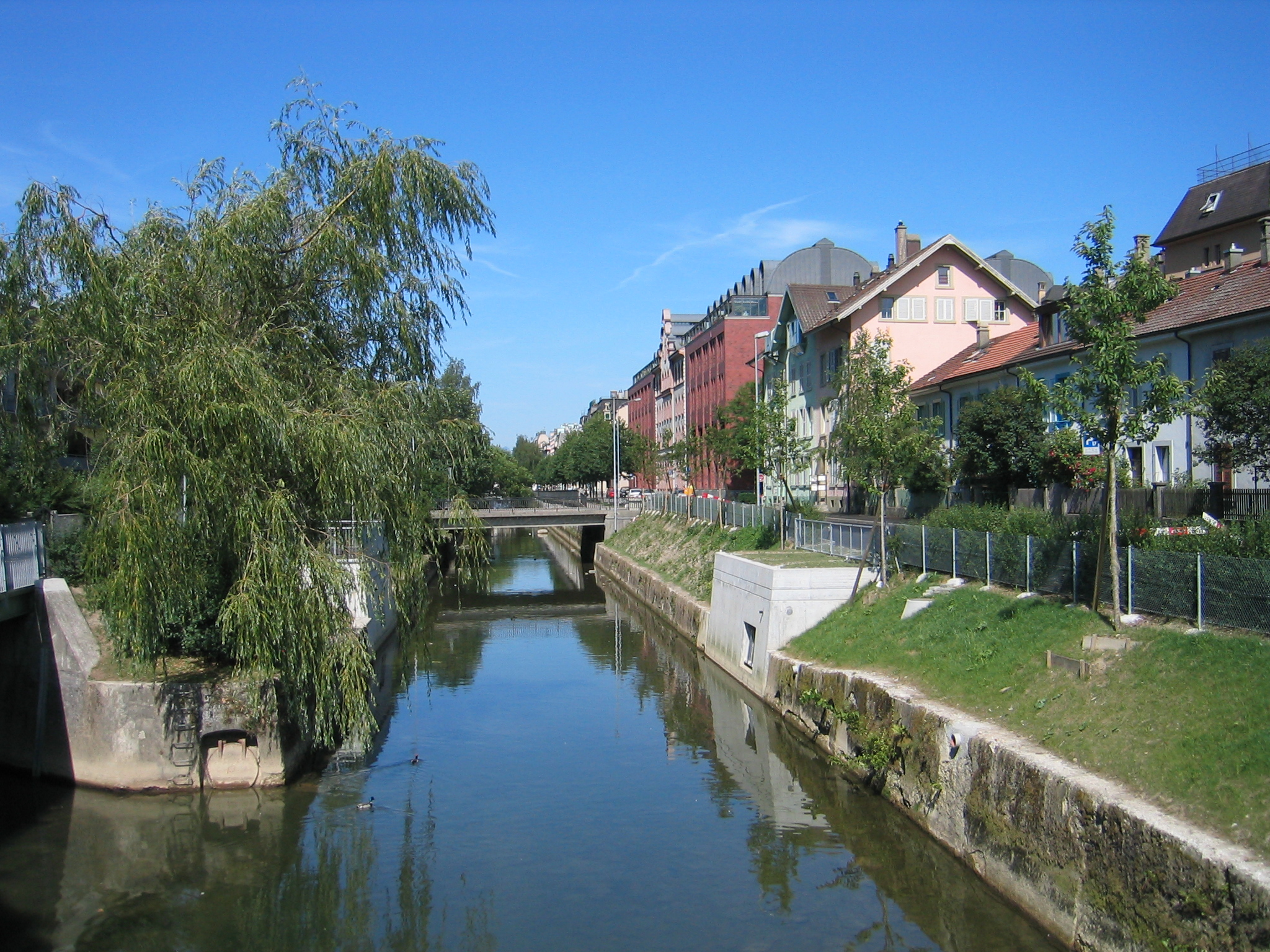
La Suze.
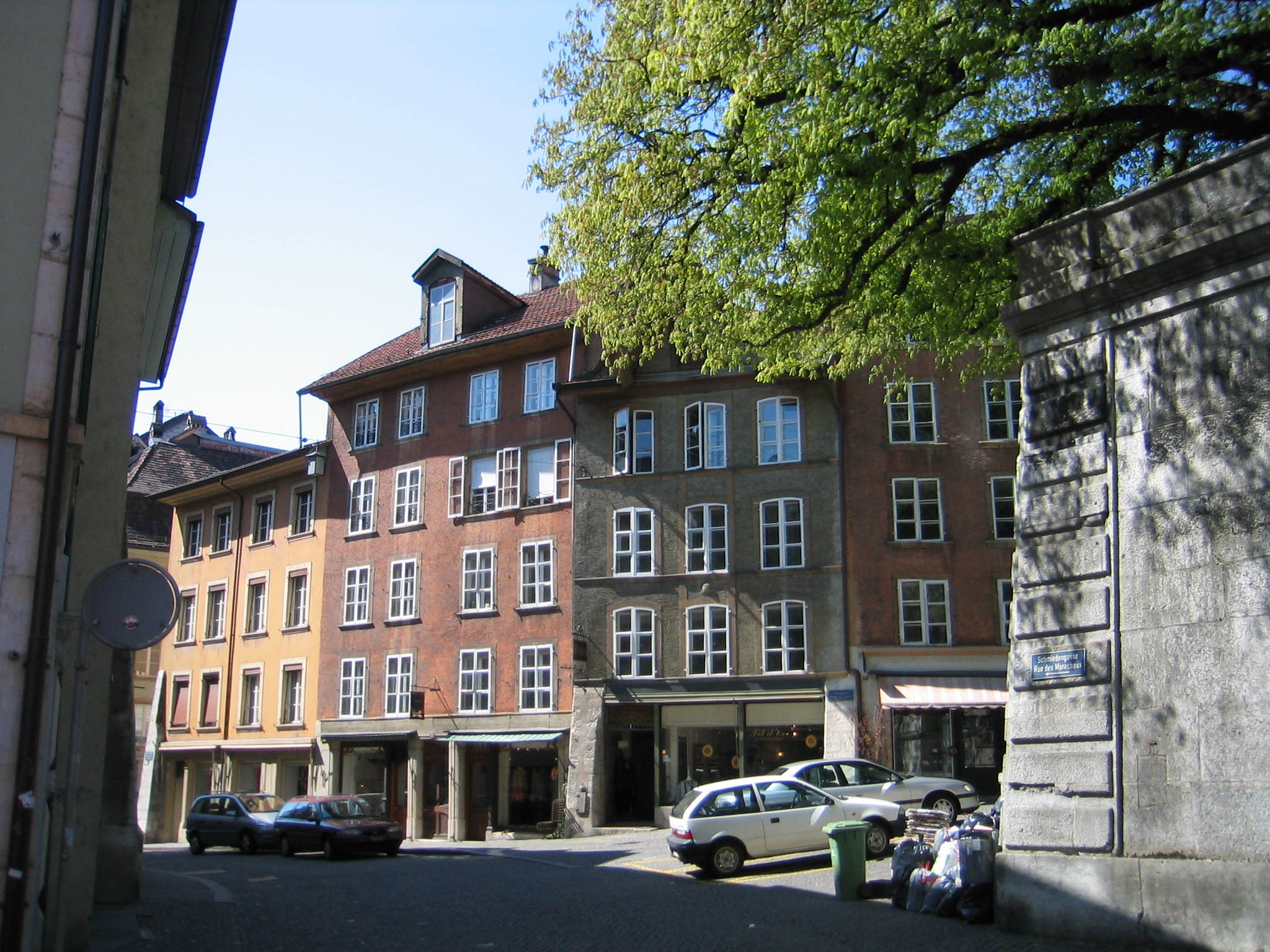
La vieille ville.
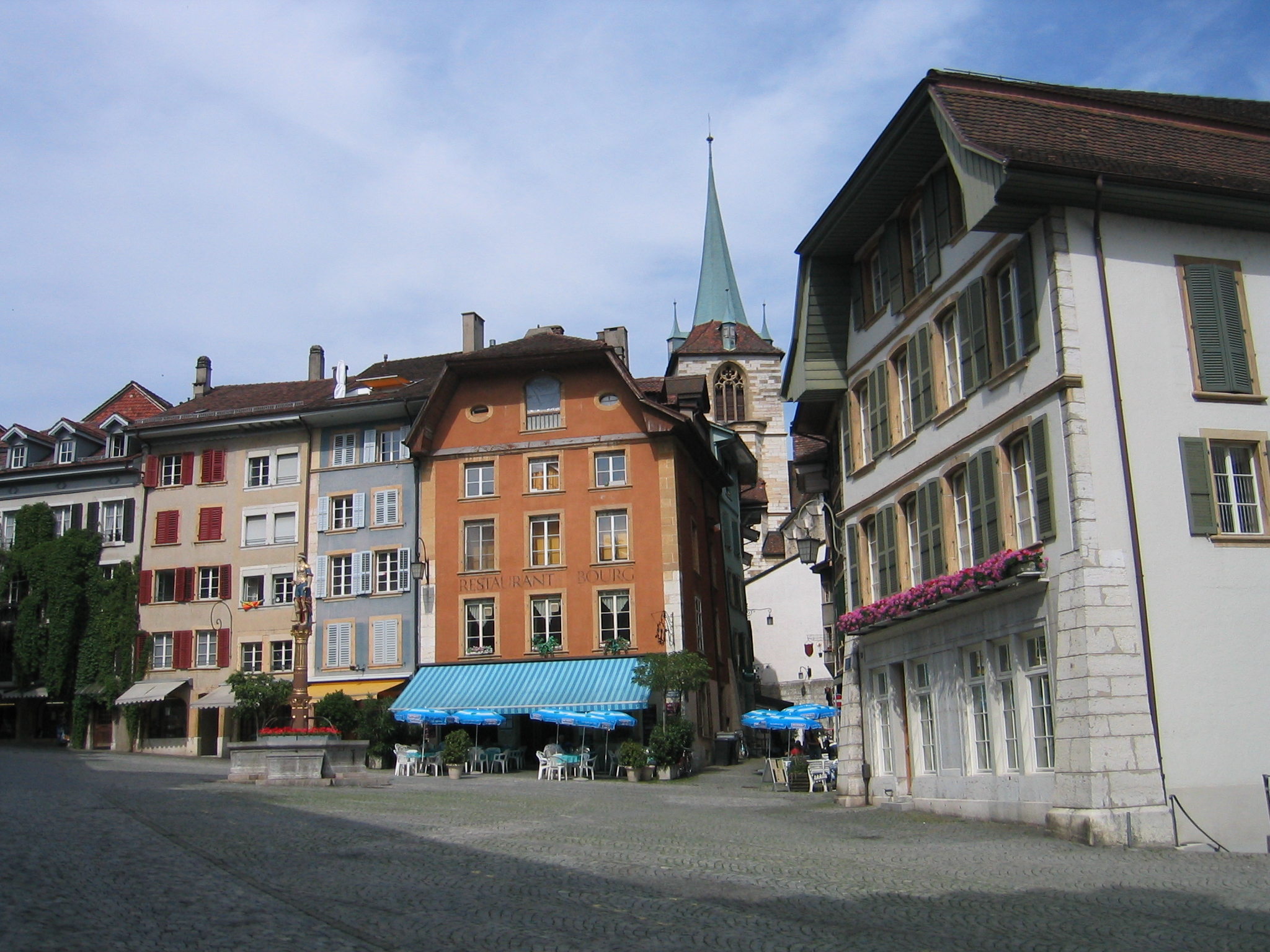
La vieille ville.
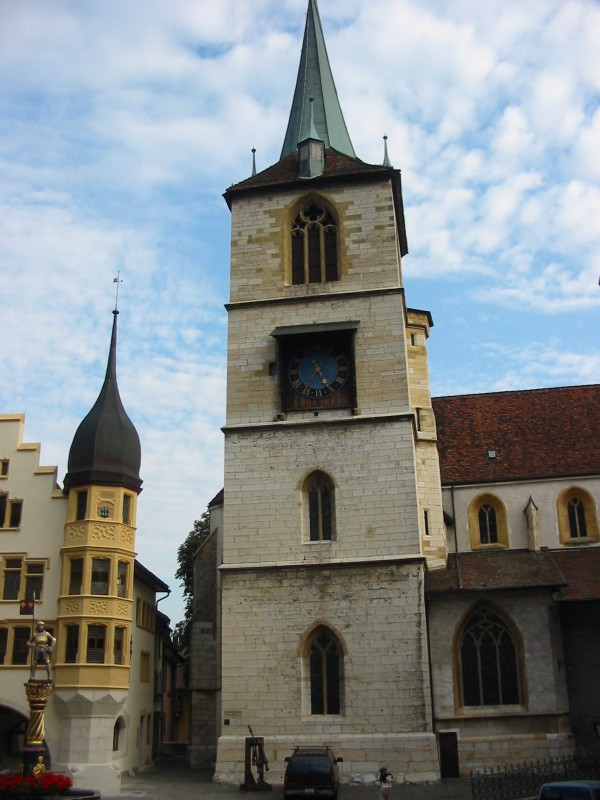
La vieille ville, église gothique du XVe siècle.
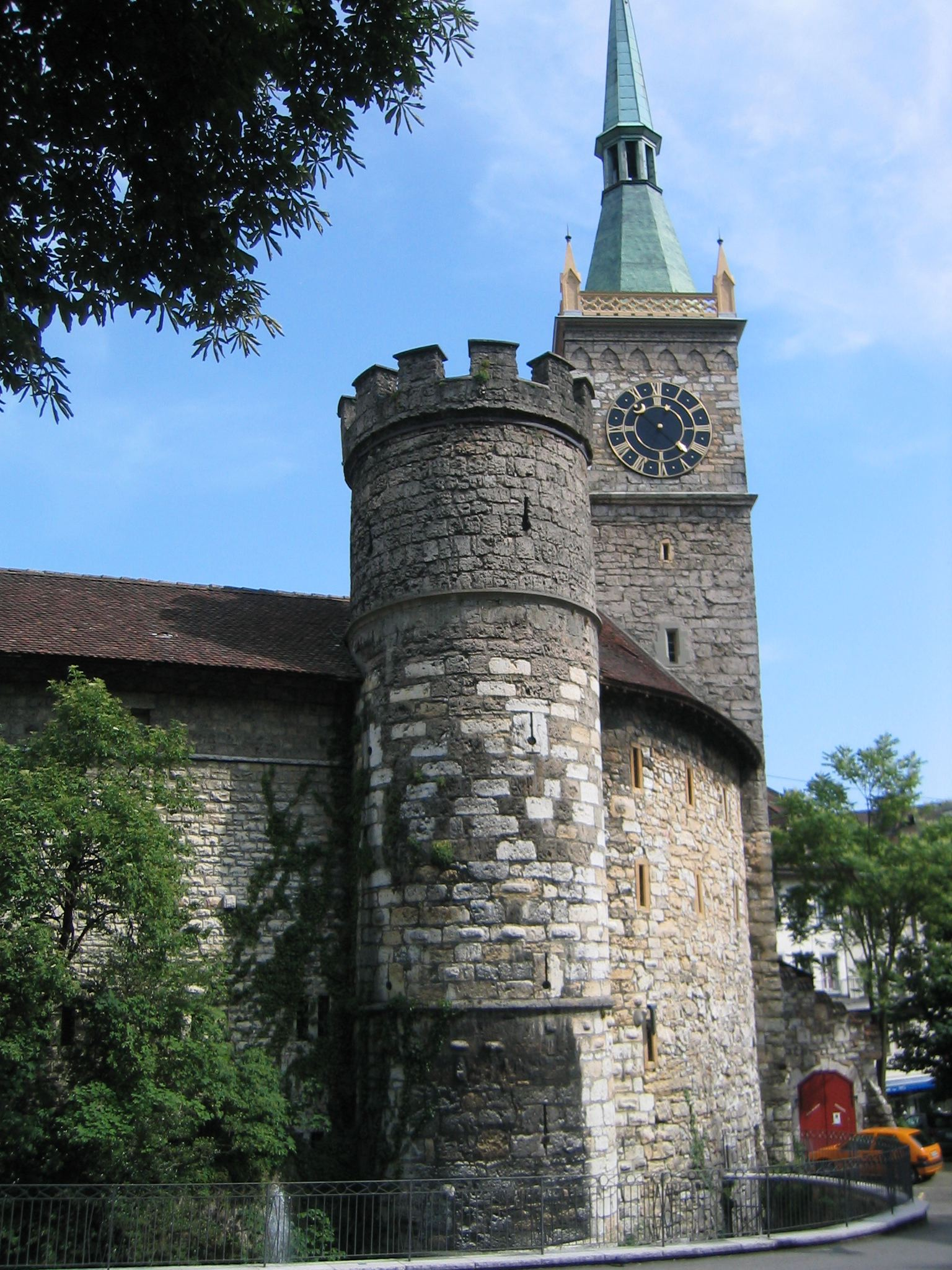
La vieille ville.
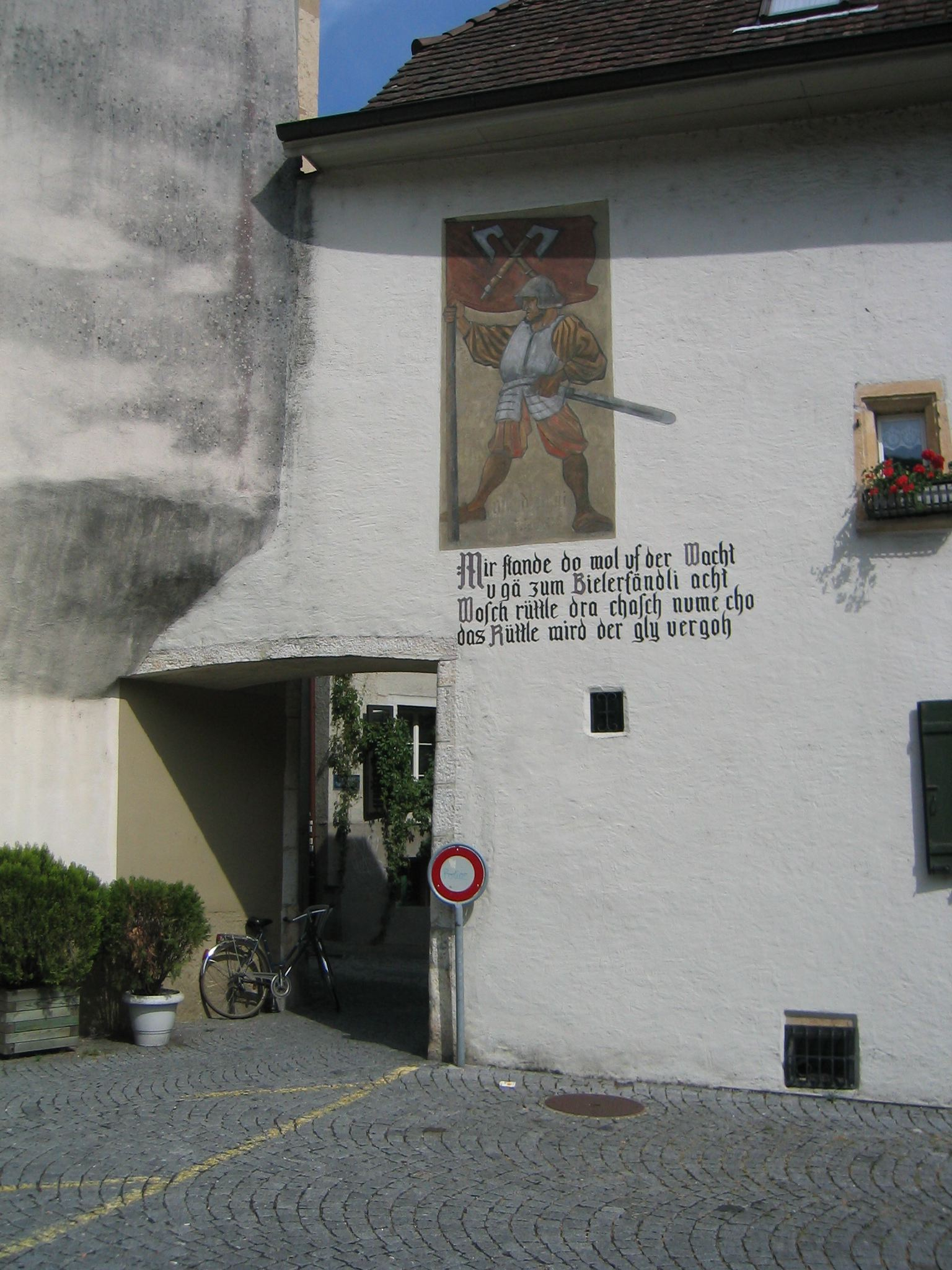
La vieille ville.
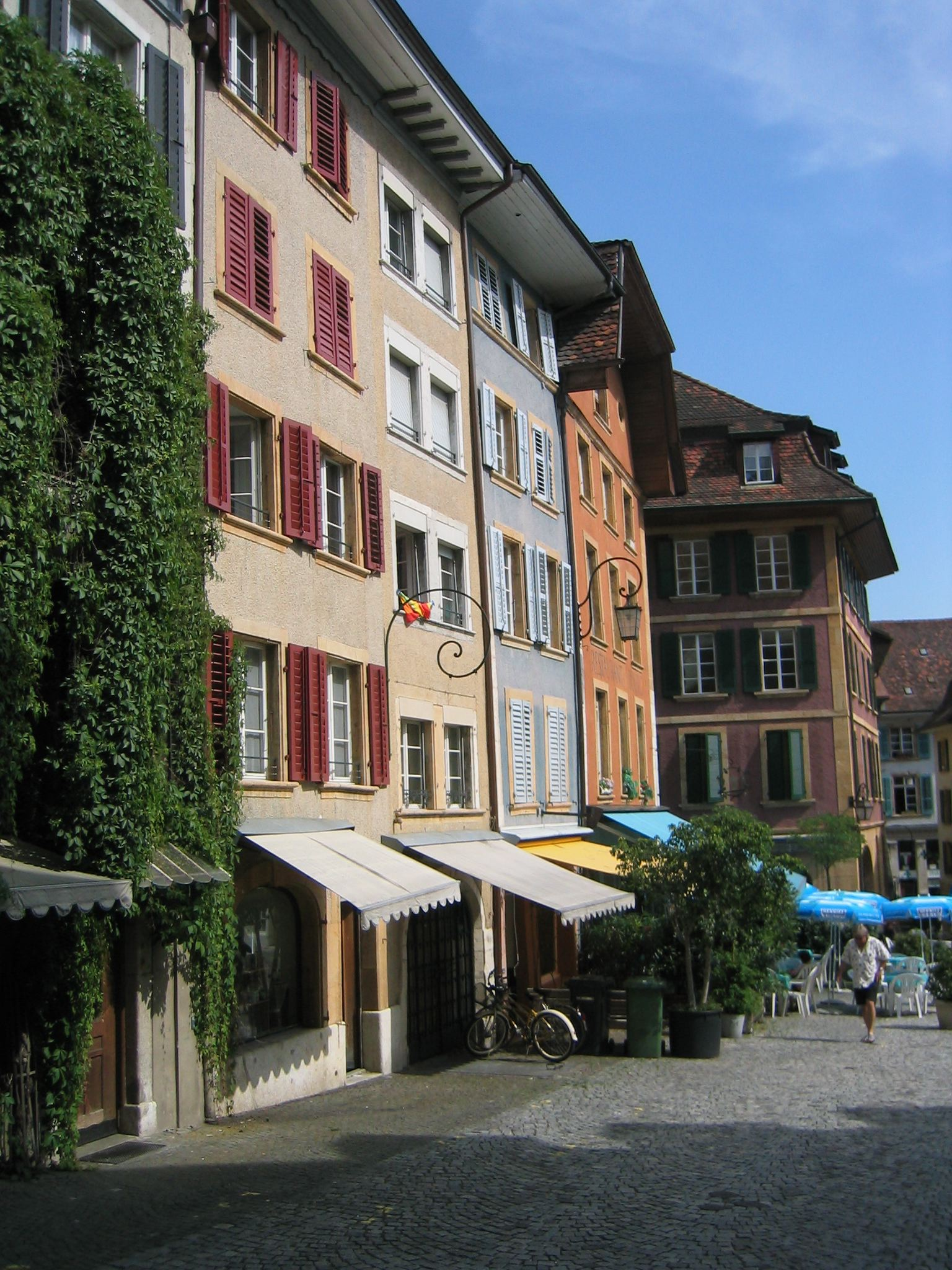
La vieille ville.
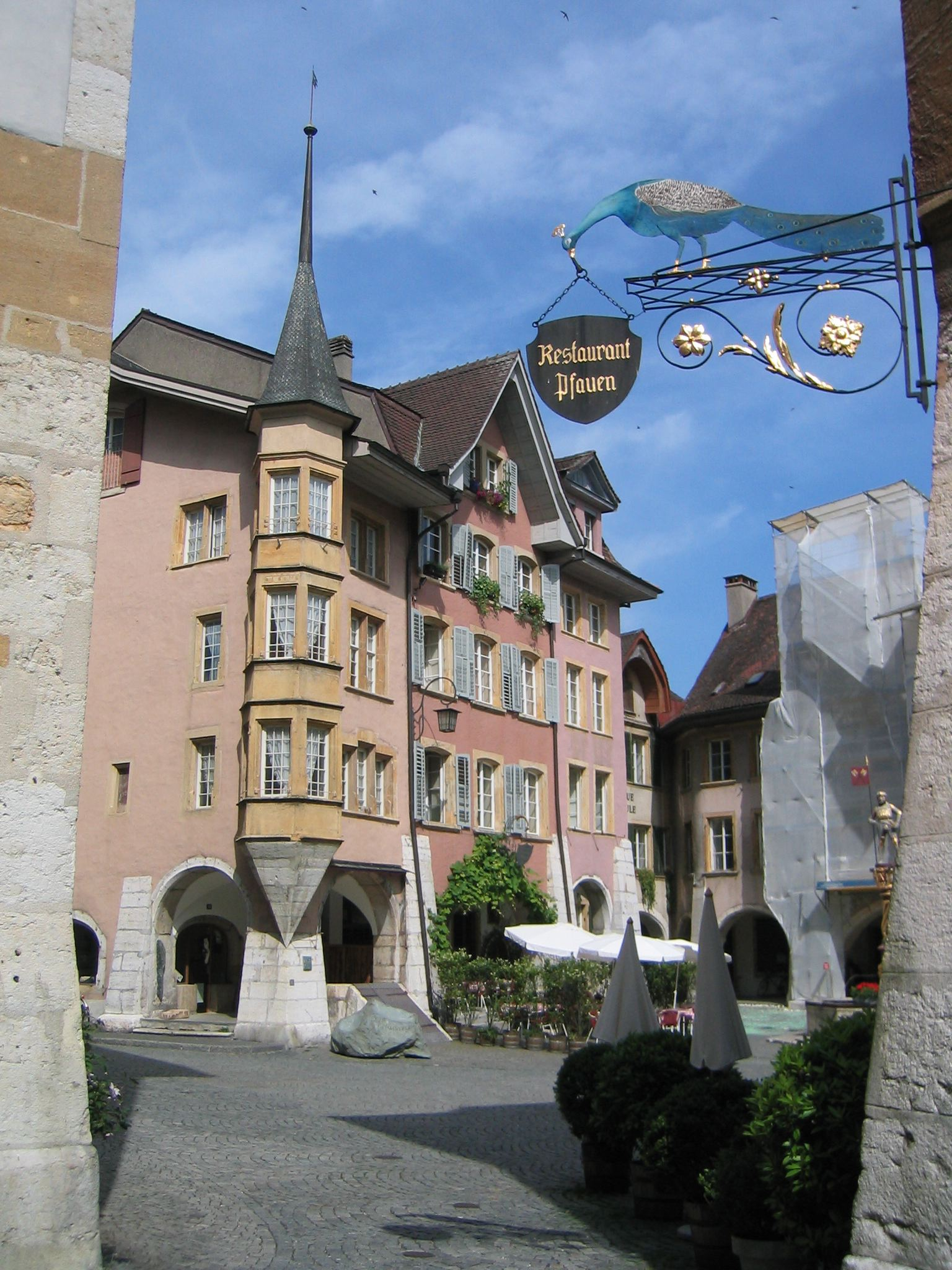
La vieille ville, place du Ring.
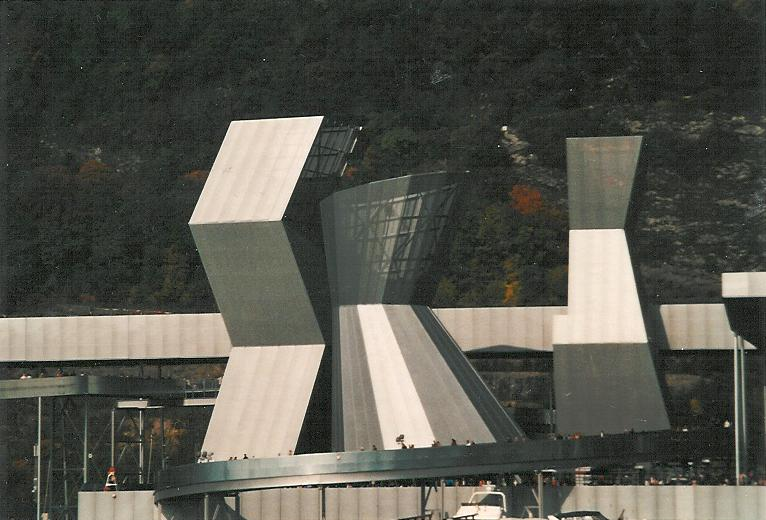
Expo 02.
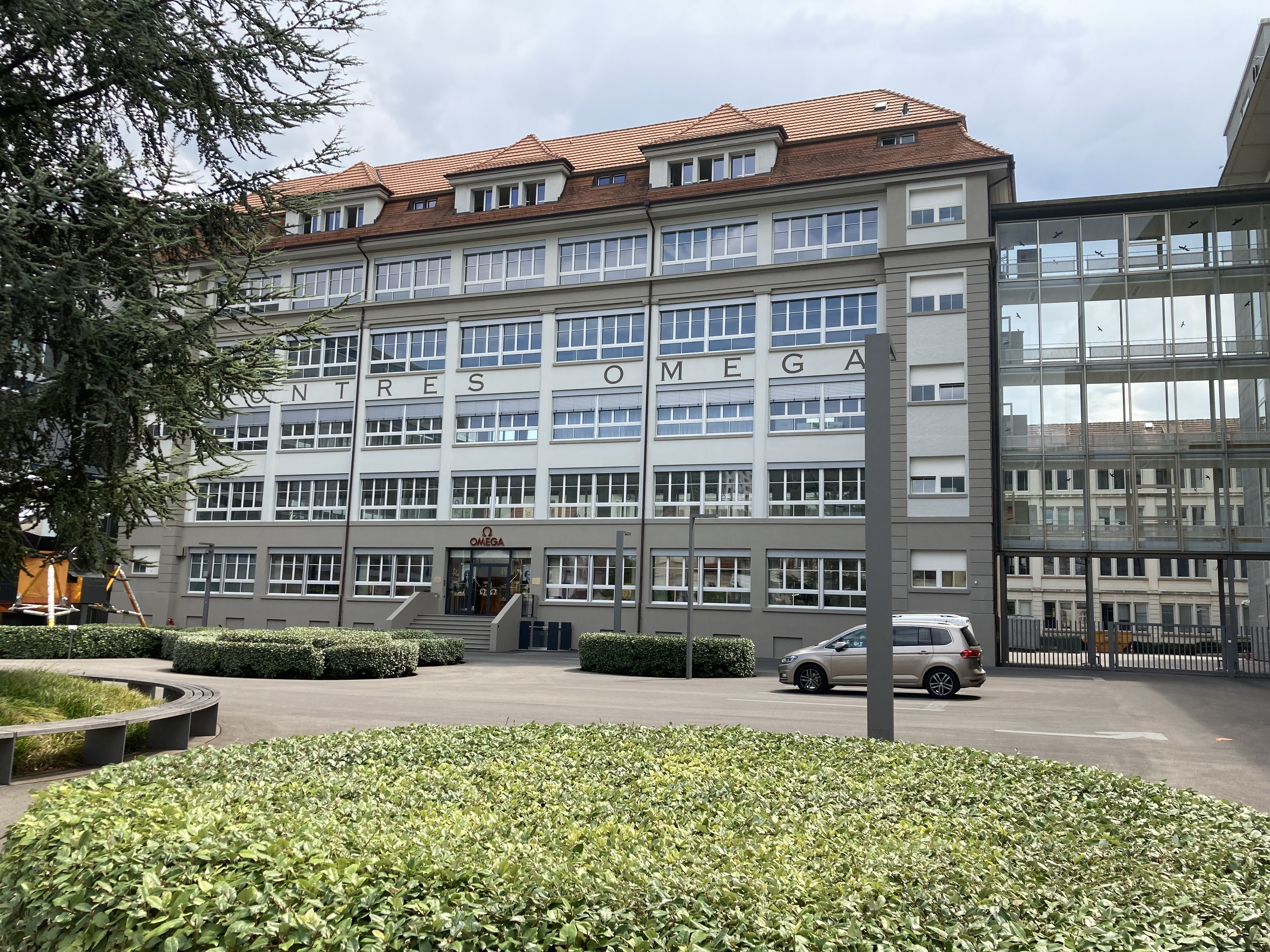
Fabrique de montres Omega.
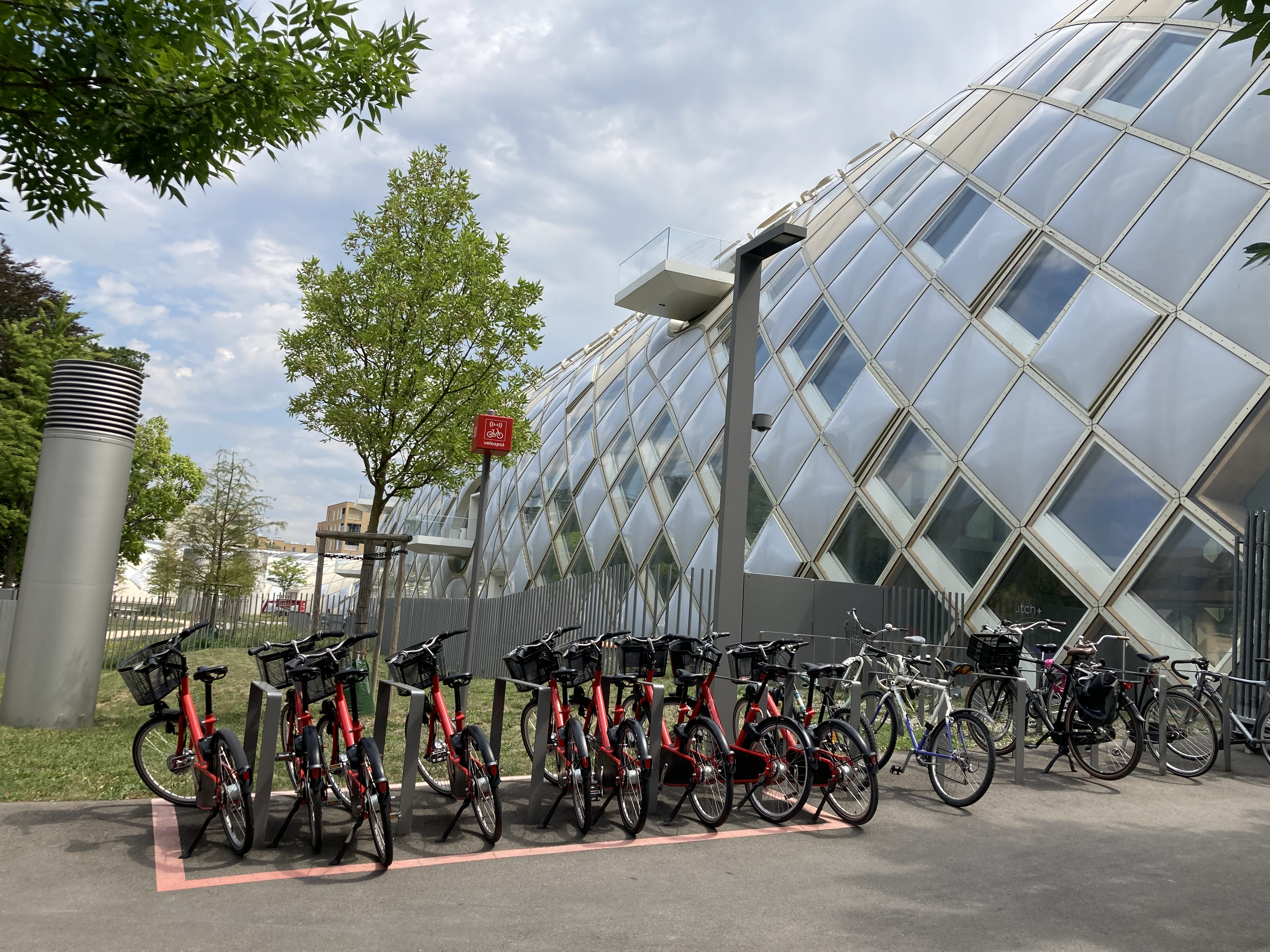
Annexe Fabrique Omega.
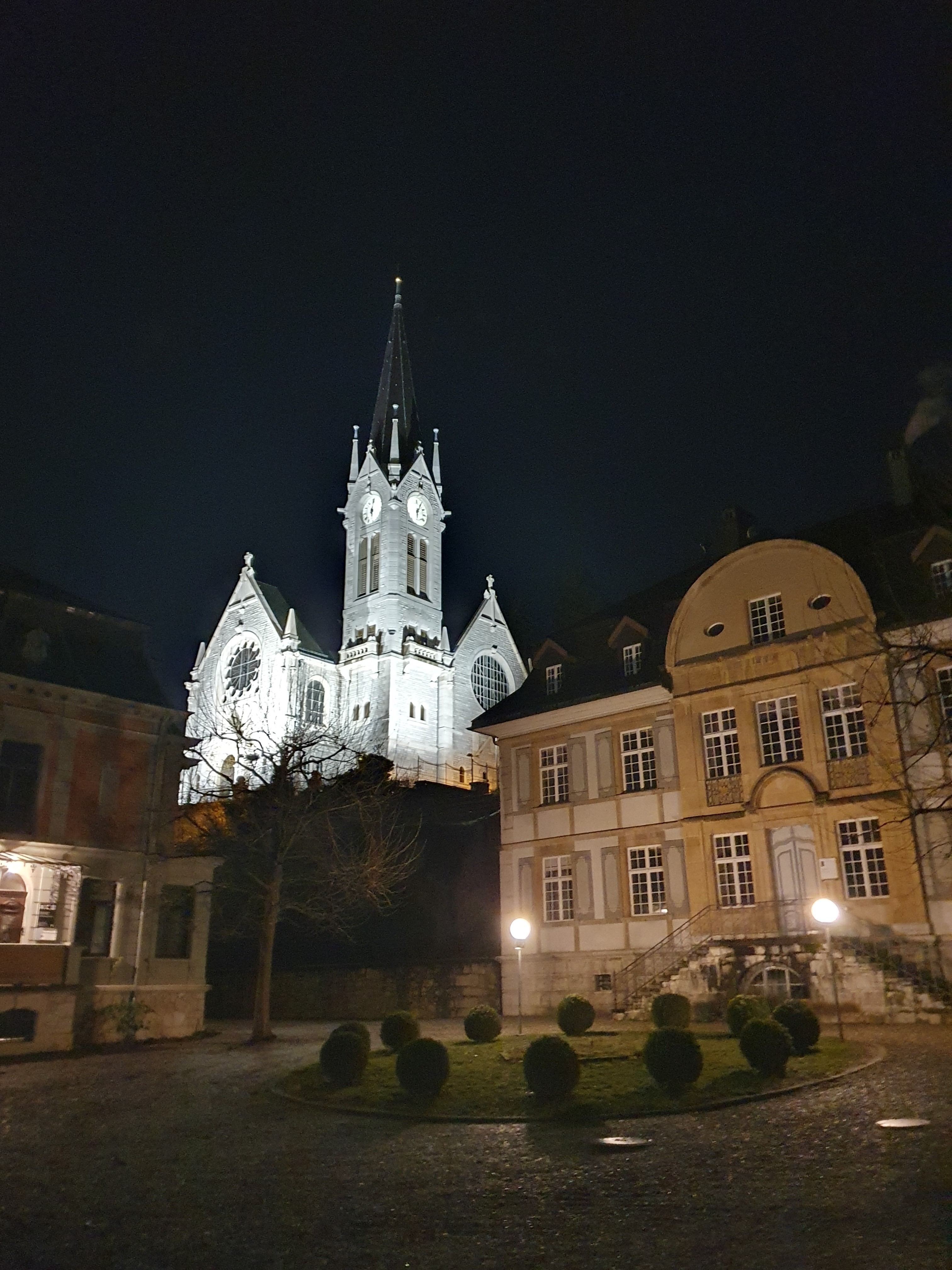
Église du Pasquart, au premier plan le domaine de Rockhall

## Personnalités liées à Bienne
- François Verdan (1747-1818), fondateur d'une fabrique d'indienne[49] ;
- Maria Margaretha von Wildermeth (1777-1839), préceptrice suisse en Russie ;
- Marie-Louise Bloesch-Moser (1782-1863), directrice du premier pensionnat pour gymnasiens de la Ville de Bienne, une rue de la ville porte son nom.
- Elise Wysard-Füchslin (1790 ou 1791, 1863), peintre et graveuse, une rue de la ville porte son nom.
- Charles Neuhaus (1796-1849), homme politique ;
- Friedrich Schwab (1803-1869), donateur du Musée Schwab ;
- Ernst Schüler (1807-1881)[50], homme politique et pionnier de l'horlogerie ;
- Jean Aegler (1850-1891), (partenaire de Hans Wilsdorf, le fondateur de Rolex), établit la manufacture des mouvements Rolex à Bienne où il est mort ;
- Serena Bangerter-Buser (1871-1957), médecin ;
- Guido Müller (1875-1963), homme politique ;
- Robert Walser (1878-1956), écrivain ;
- Marguerite Weidauer-Wallenda (1882-1972), dite « Madame », cinéaste et foraine ;
- Eduard Lanz (1886-1972), architecte ;
- Lore Sandoz-Peter (1899-1989), entrepreneure suisse ;
- Paul Kipfer (1905-1980), ingénieur, avec Auguste Piccard, premiers "astronautes" du monde, ayant atteint la stratosphère le 27 mai 1931 à une altitude record de 16 000 mètres[51],[52], fait citoyen d'honneur de la ville en 1931[53] ;
- Maurice Dubois (1905-1997), délégué de la Croix-Rouge suisse en France durant la Seconde Guerre mondiale, Juste parmi les nations.
- Jean-Louis Jeanmaire (1910-1992), brigadier ;
- Gertrud Burkhalter (1911-2000), écrivaine suisse ;
- Laure Wyss (1913-2002), écrivaine et journaliste suisse ;
- Arthur Villard (1917-1995), enseignant, politicien (conseiller municipal, député au Grand Conseil, conseiller national) et pacifiste ;
- Walter Kistler (1918-2015), physicien suisse, né à Bienne ;
- Raoul Kohler (1921-2013), homme politique ;
- Paul Thierrin (1923-1993), écrivain, enseignant et éditeur ;
- Georges Item (1927-1990), peintre né à Bienne ;
- Nicolas G. Hayek (1928-2010), chef d'entreprise Swatch Group SA citoyen d'honneur de la ville. Décédé le 28 juin 2010 ;
- Claudévard (1930-2004), peintre et sculpteur.
- Jacqueline Mani (1931-2016), institutrice et cantatrice, directrice du chœur Papimoustache, auteur et compositeur de comédies musicales pour enfants[54] ;
- René Felber (1933-2020), homme politique (ancien Conseiller fédéral) ;
- Ernst Thomke (1939- ), développeur de la montre Swatch, spécialiste du sauvetage d'entreprise ;
- Mario Cortesi (1940- ), fondateur du premier journal gratuit de Suisse, Biel/Bienne, journal bilingue, critique et homme de cinéma, ancien homme politique biennois ;
- Jacques Donzel (1940-2020), homme de radio ;
- Jean-Claude Thoenig (1940- ), sociologue ;
- Philippe Garbani (1946- ), homme politique (préfet) ;
- Hans Koch (1948-), clarinettiste et compositeur ;
- Christine Beerli (1953- ), femme politique et directrice de la Haute école technique et informatique ;
- Elmar Mock (1954- ), co-inventeur de la Swatch ;
- Jacques Moeschler (1954- ), linguiste ;
- Daniel Gisiger (1954- ), coureur cycliste, formé au RC Olympia Biel-Bienne ;
- Félicienne Lusamba Villoz-Muamba (1956-2019), femme politique (députée), juriste, militante antiraciste
- Christiane Jolissaint (1961- ), joueuse de tennis ;
- Cyrill Pasche (1974-), joueur professionnel de hockey sur glace puis journaliste ;
- Lucien Dubuis (1974-), musicien (clarinettes basse et contrebasse, saxophones), improvisateur et compositeur ;
- Yannick Pelletier (1976- ), joueur d'échecs ;
- Marc Werlen (1978), joueur professionnel de hockey sur glace ;
- Nicolas Blancho (1983-), président du Conseil central islamique suisse ;
- Neel Jani (1983- ), pilote de formule 1 ;
- Mathias Joggi (1986- ), joueur de hockey sur glace ;
- Cee-Roo (1989-), DJ et producteur de clips ;
- Nemo, de son vrai nom Nemo Mettler (1999-), personnalité de la musique, qui remporte l'Eurovision 2024 pour la Suisse avec The Code ;
- Gustave Bridel (1827-1884)[55], constructeur ferroviaire[56].